# Corpo Blindado (Israel)
O Corpo Blindado de Israel (abreviado como: Hashan / חש"ן) é o principal corpo de manobra no braço terrestre das Forças de Defesa de Israel e está entre os maiores corpos blindados do mundo. O Corpo Blindado baseia a maior parte de sua força em tanques de batalha principais. O corpo é composto por uma ampla gama de posições. O próprio tanque inclui um comandante, municiador, atirador e motorista. Os soldados de infantaria da unidade servem em companhias de apoio ao combate que acompanham os tanques na batalha. O corpo também inclui forças de reconhecimento.
A cor da boina do corpo é preta, enquanto as cores da bandeira do corpo blindado são verde e preto. Na insígnia do soldado, fixada nas boinas, aparece um tanque Cromwell - o primeiro modelo de tanque com o qual o corpo foi originalmente composto. O lema do corpo é "o homem no tanque vencerá". Este slogan é baseado nas palavras do General Israel Tal, que fora questionado sobre qual dos tanques existentes era o melhor tanque, e ele respondeu: "O tanque com a melhor tripulação".
O atual chefe do Corpo Blindado é o Tenente-Coronel Hisham Ibrahim.

## O papel do Corpo Blindado
O Corpo Blindado é o corpo decisivo na arma terrestre que baseia seu soco em uma combinação de mobilidade, durabilidade e poder de fogo. O corpo opera principalmente tanques de batalha principais, mas também as unidades móveis Pelsar, Palmas e Harmash.
Nas guerras, o papel do Corpo Blindado é duplo. Por um lado, liderar as forças de ataque na primeira linha e limpar a área das forças inimigas e, por outro lado, desacelerar as forças blindadas inimigas e destruir seus tanques. Em tempos de paz, o Corpo Blindado fornece apoio à infantaria na realização de missões de segurança de rotina, quando os tanques são usados como um "posto avançado móvel" que é um multiplicador de força para as forças BTS.
O corpo opera atualmente três brigadas:
- 7ª Brigada: Esta brigada, qualificada como "lendária", faz parte do Comando Norte. Ela opera tanques Merkava Mark IV.
- 188ª Brigada: Parte do Comando Norte, esta brigada opera principalmente tanques Merkava Mark III.
- 401ª Brigada: Esta brigada está sob o Comando Sul e consiste principalmente de tanques Merkava Mark IV.

## O caminho do guerreiro blindado

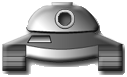
Broche de guerreiro blindado - tsargol. O broche foi desenhado pelo artista Yitzhak Yoresh.

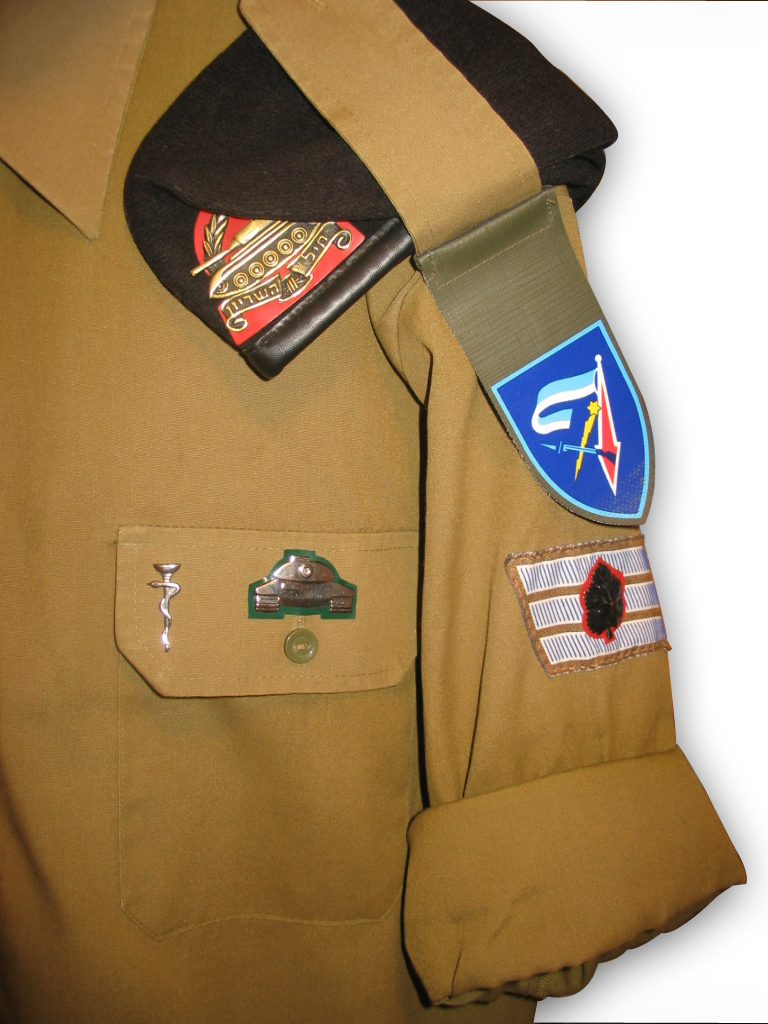
Uniforme de primeiro sargento médico da 7ª Brigada Blindada. Na dragona está a boina preta e a insígnia do Corpo Blindado.

Os soldados blindados passam por treinamento para fuzileiros 04 no sistema Tironut (o treino básico israelense), no âmbito do qual passam por estágio que é dividido em duas partes onde a primeira parte - que dura cerca de 8 semanas - inclui principalmente treinamento em armas portáteis, trabalho de campo, prestação de primeiros socorros e preparação física. Para se candidatarem, todos os recrutas precisam ter o perfil médico 72 e acima para as brigadas blindadas, e perfil 82 para a companhia de reconhecimento (conhecida como PALSAR) e na companhia blindada conhecida como PALMAS. Os combatentes passam por um treino especial para as várias profissões de tanque, no final do qual são integrados numa das quatro unidades regulares do Corpo - a 7ª Brigada, a 188ª Brigada, a 401ª Brigada; além da 460ª Brigada. A 460ª Brigada Blindada, também conhecida como Formação Bnei Or ("Filhos da Luz"), é a brigada de treinamento do Corpo Blindado, e mantém duas bases: Shizafon, a escola para comandantes do Corpo Blindado, e Magen-Sayarim, onde é realizado treinamento básico e avançado.
Na segunda parte, cada pelotão é atribuído a uma das três profissões da equipe (atirador, municiador e motorista), onde se inicia a segunda parte denominada fase das profissões, que dura cerca de 6 semanas e na qual as três profissões acima mencionadas são estudadas teoricamente e em combinação em exercícios, cada soldado em sua função e equipe. Durante o treinamento, que dura cerca de 16 semanas, os soldados treinam para lutar e funcionar como uma unidade de equipe única no tanque e como parte de uma estrutura de pelotão e de companhia. Ao final do treinamento de oito meses, os recrutas recebem o distintivo do Corpo Blindado - tsargol. Soldados de destaque do Corpo de Blindados vão para o curso de comandantes de tanques em Shizafon para quatro meses de treinamento adicional, enquanto os restantes são dispersos pelas companhias operacionais.

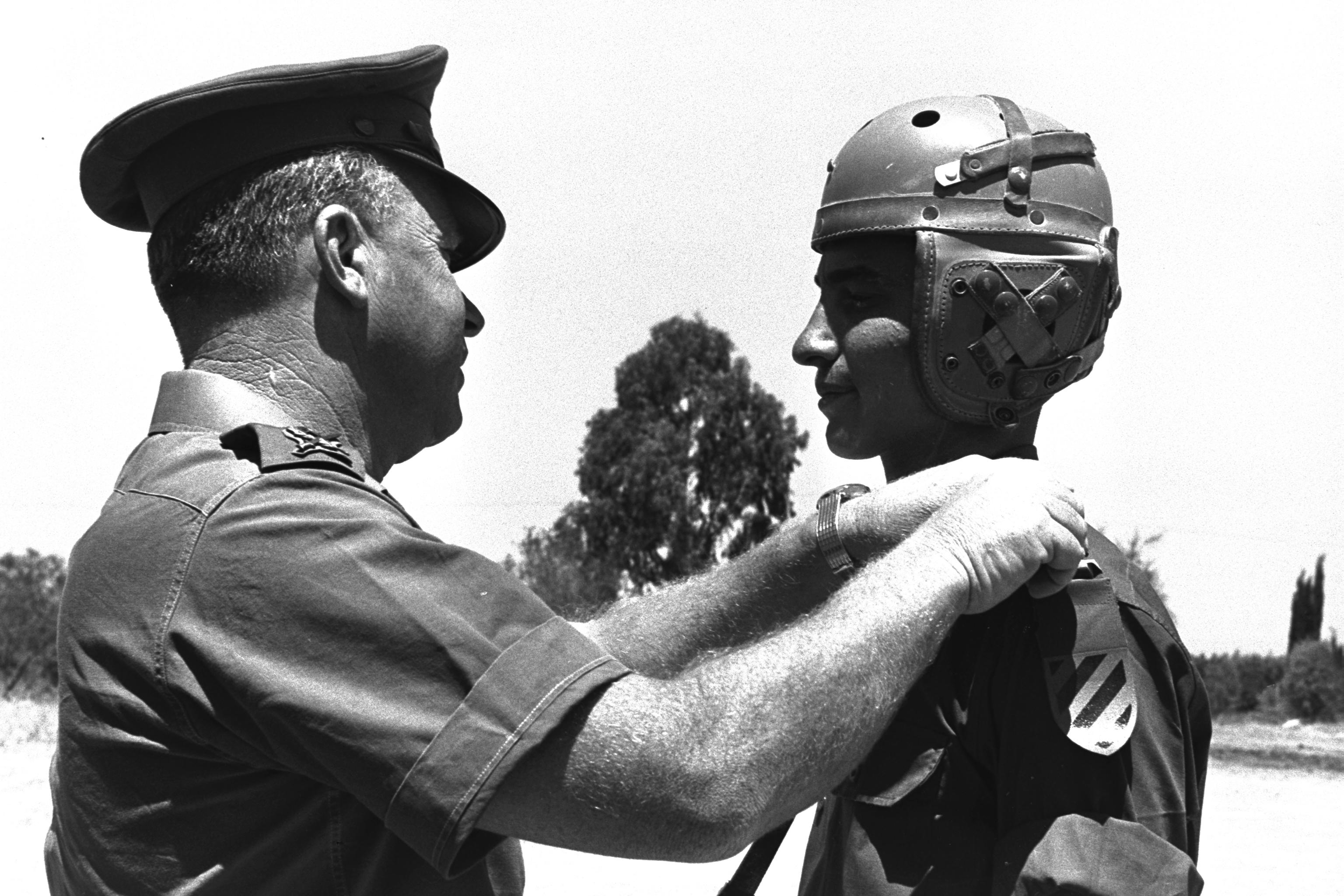
O Chefe do Estado-Maior Yitzhak Rabin coloca a insígnia de oficial em um graduado do Curso de Treinamento de Oficiais, pertencente ao Corpo Blindado, em 20 de junho de 1966. O guerreiro blindado é identificado pelo capacete tanquista americano e pelo escudo verde e preto.

Além disso, existe uma outra rota no corpo que é a rota PLAMS (companhia auxiliar, semelhante a uma companhia auxiliar na infantaria) quando o soldado passa pelo treinamento de fuzileiro 07 que dura cerca de três meses e meio. Terminado o treino, o soldado segue para o treinamento avançado onde aprende a profissão a qual pertence - morteiros ou OHAD (detecção e destruição) - e no final do treino avançado recebe o distintivo de guerreiro denominado Plamson.
O curso de comandantes de tanques dura cerca de 4 meses, durante os quais os formandos aprendem as duas profissões adicionais de tanques que não aprenderam durante a fase de profissões, além dos princípios de comando, controle, navegação e avaliação de situação. Ao final, os soldados recebem as insígnias de sargento e o distintivo de comandante do tanque. Os militares destacados têm a oportunidade de frequentar o Curso de Oficiais Blindados (KKSH) ou permanecer como "jardineiros" - instrutores no KMT durante dois ciclos, passando depois para o KKSH; enquanto os restantes comandantes são intercalados entre as companhias blindadas. Ao mesmo tempo, o KMT tem o KMC (curso de comandantes de classe) auxiliar, que é realizado em Shizphon, e ao final dele, os novos comandantes são designados para vários canais: jardineiros (comandantes instrutores no curso), comandantes militares em formação, comandantes das companhias auxiliares dos regimentos blindados operacionais. Aqueles que se qualificam vão para o curso de oficiais diretamente no final do curso.

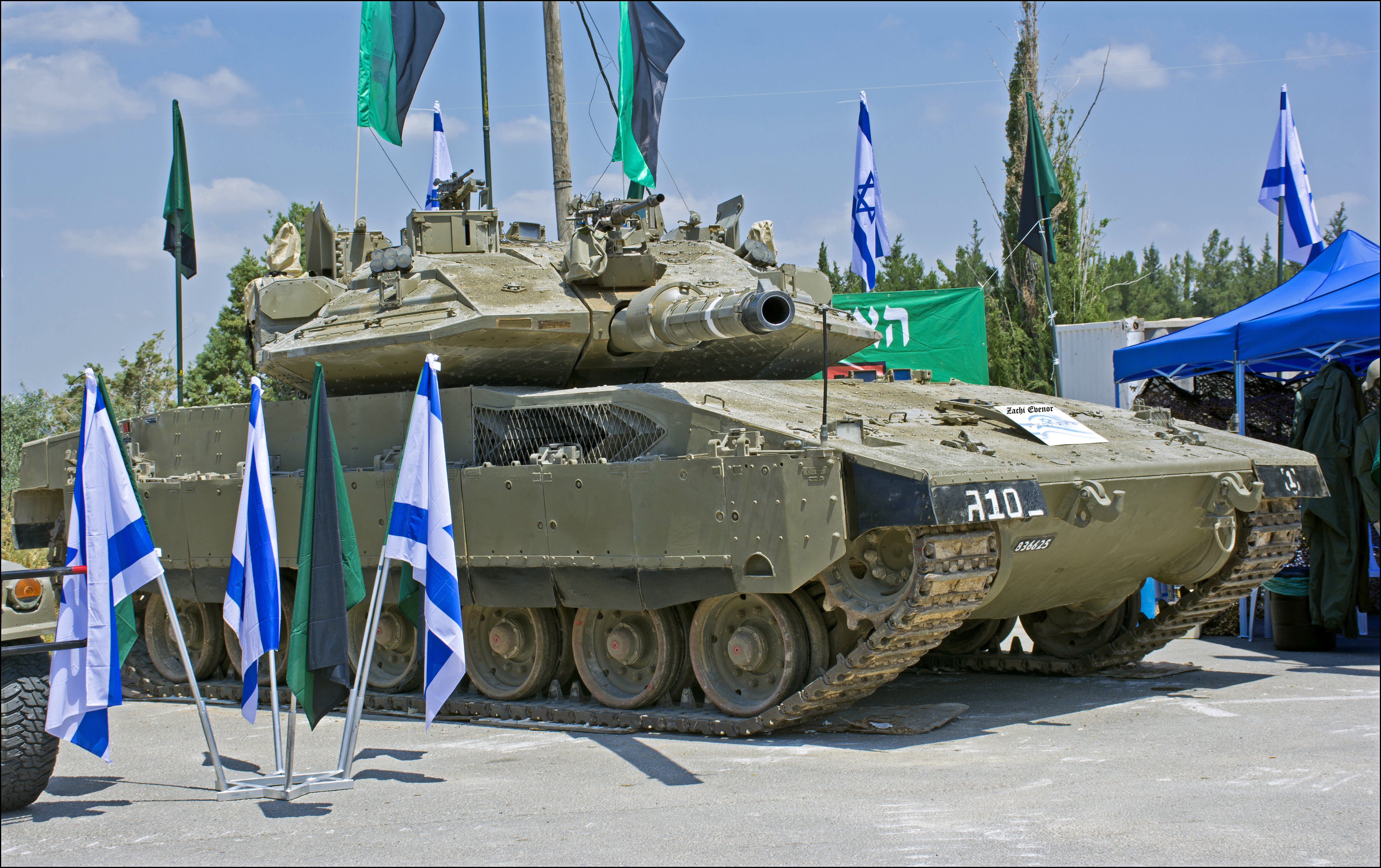
Tanque Merkava Mark 4M com sistema de proteção ativa para tanques "Blusão", é utilizado pelas 7ª Brigada, 401ª Brigada e 188ª Brigada do Corpo Blindado.

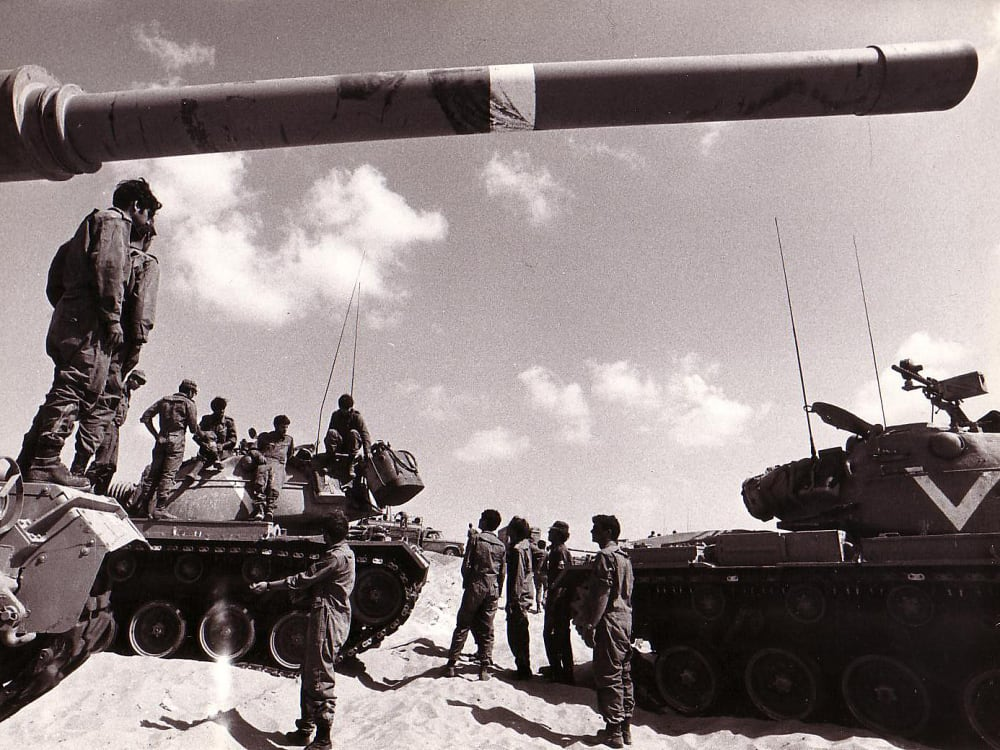
Concentração de carros M60 na Guerra do Yom Kippur.

O curso de oficial blindado tem a duração de cerca de 7 meses (3 meses do curso de oficial terrestre e mais 4 meses de conclusão militar), durante os quais os formandos aprendem a comandar uma unidade de tanques em estreita cooperação com outras unidades de campanha das FDI (infantaria, artilharia, engenharia) e ao final dela, os militares recebem a patente de sargento. No final do KKSH, os oficiais são designados para as companhias blindadas como comandantes de pelotão. À semelhança da conclusão do KKKS, a conclusão dos oficiais auxiliares ocorre na unidade de formação, no final da qual são designados como oficial militar em formação, oficial militar operacional ou como jardineiro (militares em formação auxiliar). O curso de guerreiro, com exceção do curso de oficial terrestre de 3 meses, é realizado na escola blindada (Bislash) pertencente à 460ª Brigada Blindada.
Depois que os soldados do Corpo Blindado completam seu serviço ativo, eles são transferidos para unidades de reserva. Os reservistas ativos do Corpo Blindado participam de exercícios de treinamento uma vez por ano.

## Boina do Corpo
Como mencionado, a cor da boina do corpo é preta. Essa tradição foi retirada do Exército Britânico, onde a cor foi escolhida por um motivo técnico: os soldados britânicos se sujavam quando estavam engajados na manutenção dos tanques, e para que as manchas de óleo e graxa não fossem vistas nas boinas, foi decidido que os soldados blindados receberiam uma boina preta. Esta decisão foi herdada pelas Forças de Defesa de Israel. A boina carrega o emblema do Corpo Blindado, o qual não seria usado até 1952. Esse emblema era inicialmente em metal branco e depois em bronze escuro, e representa um tanque Cromwell em uma coroa de flores acima de um pergaminho, sendo afixado através de um remendo de pano vermelho.
O Tenente-Coronel Ben Dunkelman, o ex-oficial do Exército Canadense que assumiu o comando da 7ª Brigada Blindada - então equipada com meias-lagartas - para a Operação Hiram em outubro de 1948, e que manteve o comando da unidade quando esta permaneceu a única tropa blindada das FDI, decidiu que seus militares deveriam usar um uniforme elegante no estilo da Segunda Guerra Mundial. Ele então escolheu uma boina verde para seus tanquistas, e obtive suprimentos privados de boinas excedentes de guerra do Exército Canadense; mas logo em seguida as autoridades decidiram que as boinas seriam pretas. A 7ª Brigada obedeceu, embora com relutância, e hoje uma boina verde original do Corpo Blindado é um ítem de colecionador.

## História

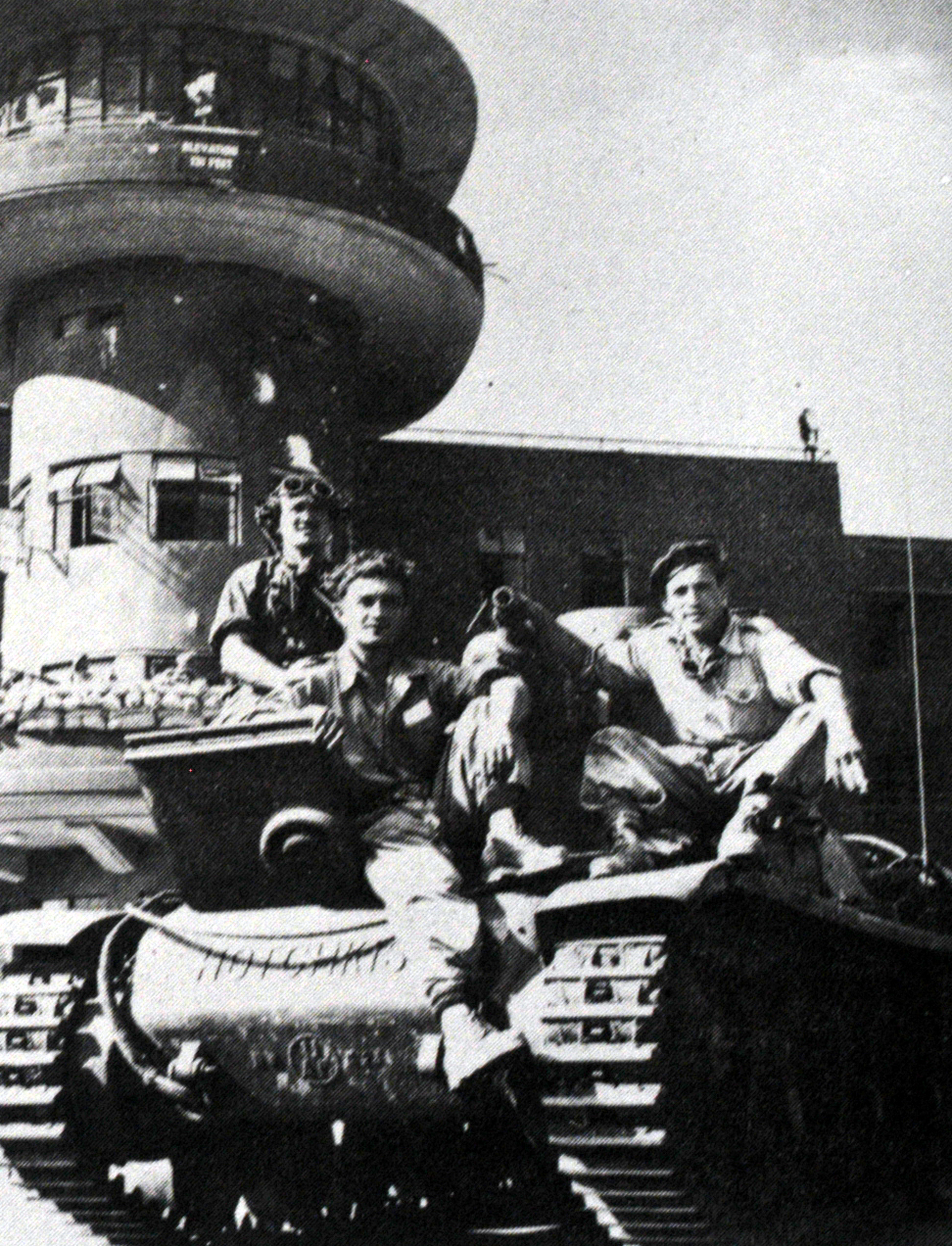
Um tanque Hotchkiss da 8ª Brigada no Aeroporto de Lydda na Guerra da Independência, 1948.

O Corpo Blindado de Israel começou sua jornada na Guerra da Independência primeiro como o Serviço Blindado estabelecido em 24 de fevereiro de 1948. Yitzhak Sadeh foi colocado à frente do serviço. Em 24 de maio, Yitzhak Sadeh foi nomeado chefe da 8ª Brigada Blindada, a primeira brigada blindada das FDI; apesar de apenas nominalmente. Suas forças foram recrutadas de várias fontes: militares do Exército Britânico, voluntários estrangeiros em Israel, novos imigrantes, membros do Haganá e do Palmach, além de combatentes de outras unidades. Os primeiros blindados do Haganá foram dois tanques Cromwell roubados do Exército Britânico por dois sargentos britânicos simpáticos à causa sionista. Esmagando o portão do depósito do 3º Regimento de Hussardos, próximo a Haifa, os dois sargentos se encontraram com militantes do Haganá e dirigiram os dois Cromwell até Tel Aviv. A unidade foi realmente criada com 10 tanques leves Hotchkiss H35/39 obsoletos comprados da França clandestinamente, além de um único tanque Sherman também roubado do Exército Britânico. A primeira grande vitória do serviço foi blindado ocorreu quando o 82º Batalhão capturou o Aeroporto de Lydda durante a Operação Dani. Mais tarde na guerra, tanques Sherman adicionais foram comprados na Itália e dois deles participaram da Operação Horev em dezembro de 1948.

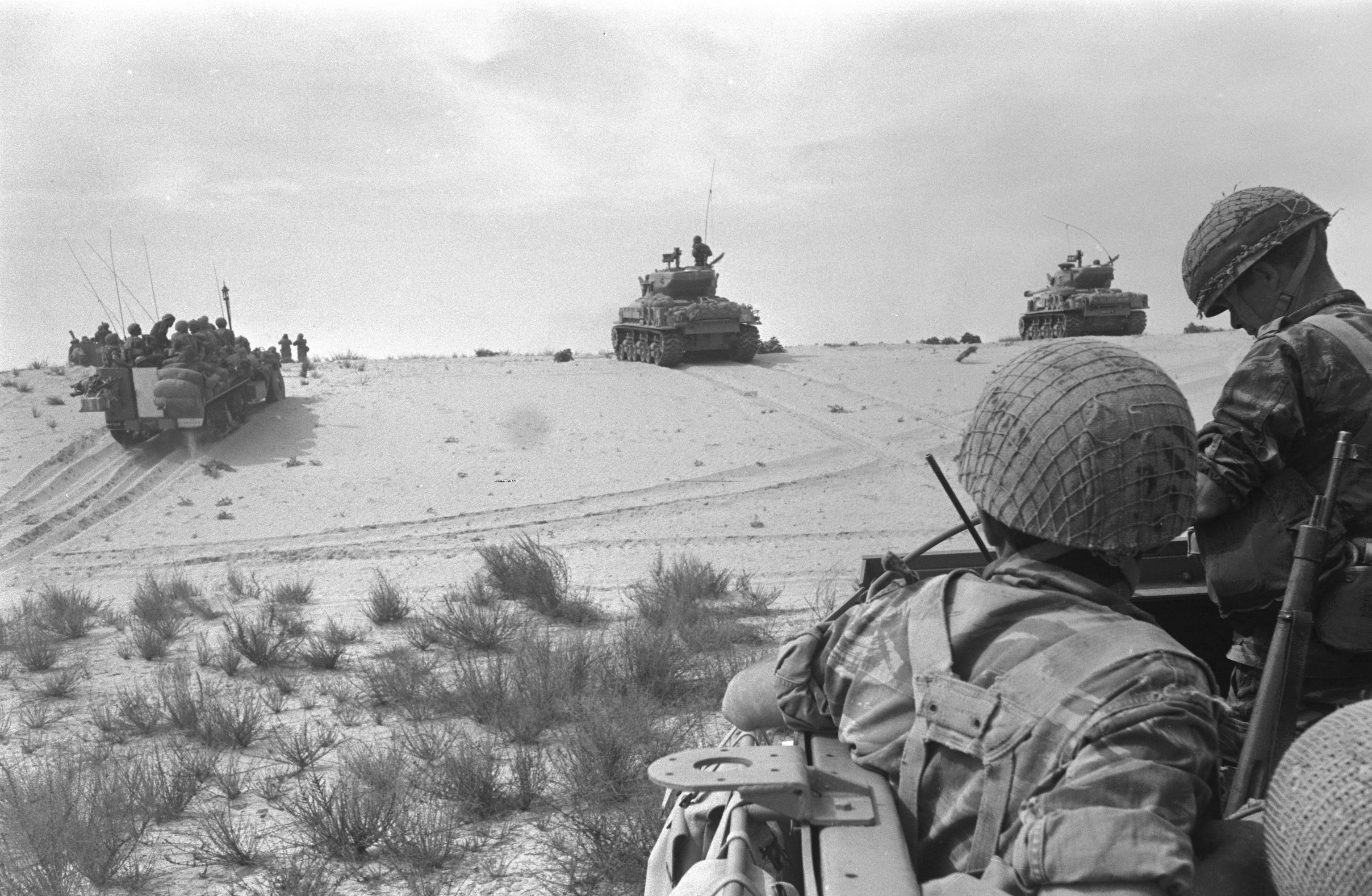
Tanques e infantaria mecanizada em caminhões meia-lagarta da divisão do General Israel Tal no Sinai durante a Guerra do Seis Dias, 1967.

A 7ª Brigada, sob o comando de Shlomo Shamir, foi estabelecida não como uma brigada de tanques, mas como uma brigada mecanizada e, no final da guerra de independência, restava como a única brigada blindada regular - a qual incluía o batalhão original do corpo, os 79º e 9º batalhões da Brigada Negev como batalhões Hormash, bem como o 82º batalhão de tanques da 8ª Brigada. A brigada, a escola de blindados e as unidades de reserva dos blindados foram então subordinadas ao comando de um oficial chefe do corpo no posto de coronel. Depois de um tempo, os batalhões se dispersaram e foram ativados como PGAM (estado-maior do batalhão blindado). Por volta de 1954, decidiu-se retornar à estrutura de brigada, e então também foram estabelecidas as brigadas blindadas de reserva: a 27ª Brigada e a 37ª Brigada, e o quartel-general do corpo tornou-se o quartel-general das brigadas blindadas sob o comando do Major-General Haim Laskov. Este quartel-general existiu até o estabelecimento do MAFSH, e então o cargo de oficial chefe dos blindados (Kashnar) também foi reintegrado.

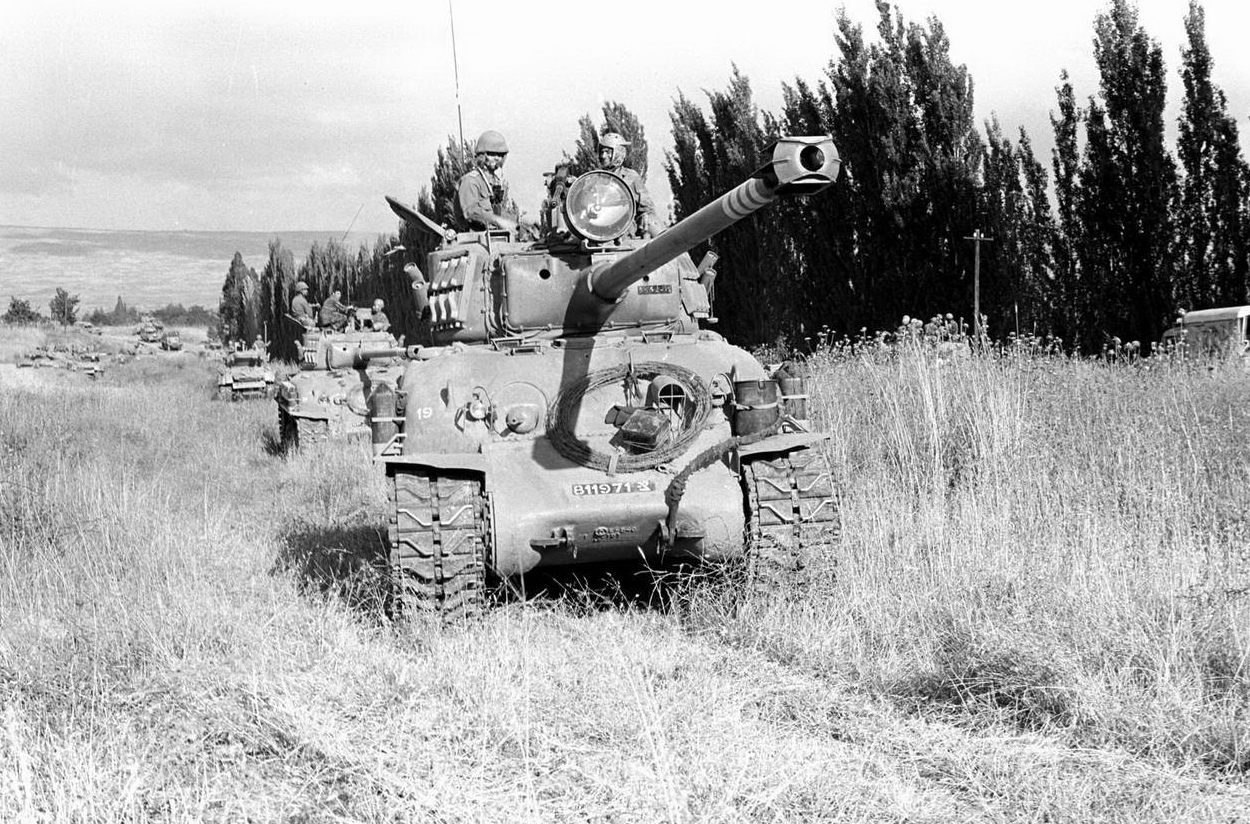
Concentração de tanques M50/51 Super Sherman israelenses atrás de um renque de árvores na frente síria, diante das Colinas de Golã, 1967.

Inicialmente, os blindados eram considerados um corpo cuja função era auxiliar a infantaria, a qual era vista como o principal corpo da força terrestre. Nas FDI, não havia doutrina de combate para os blindados e isso foi se desenvolvendo ao longo dos anos. Na Operação Kadesh, a campanha no Sinai de 1956, os blindados provaram sua importância no campo de batalha e a partir daí se tornaram a principal força de manobra.

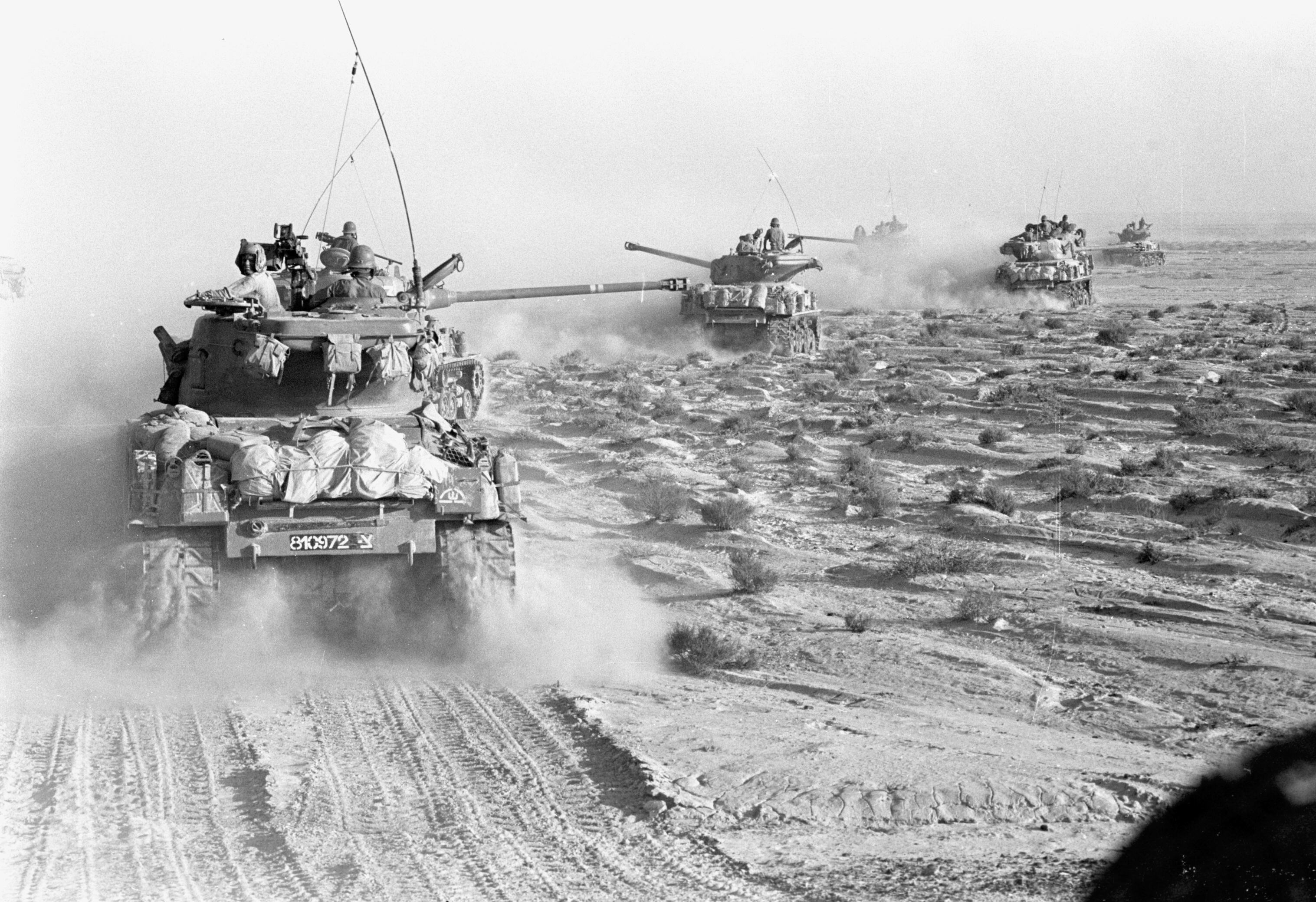
Coluna de carros de combate Super Sherman da 14ª Brigada Blindada avançando no Eixo Carmesim, ao sul de Abu Aguila, no Sinai egípcio, 1967.

A importância do corpo na decisão das campanhas encontrou sua expressão ao longo dos anos, quando o corpo foi fator decisivo para a conquista da vitória sobre os exércitos árabes, os quais gozavam de uma vantagem numérica e às vezes também em quantidade e qualidade das armas em uma série de guerras: na Operação Kadesh, as formações de infantaria egípcias foram derrotadas em campo aberto ou manobradas nas suas fortificações, a Guerra dos Seis Dias foi marcada por infantaria mecanizada e formações blindadas movendo-se rapidamente, e na Guerra do Yom Kippur, as batalhas blindadas ocorreram em tamanho de forma que são consideradas as maiores ocorridas desde a Segunda Guerra Mundial. Os veículos blindados israelenses foram muito apreciados por suas manobras sofisticadas na Península do Sinai e nas Colinas de Golã. Os generais Israel Tal e Moshe Peled ("Musa") foram até homenageados no mural dos "Melhores soldados blindados da história" no Museu de Blindados americano em Fort Knox.

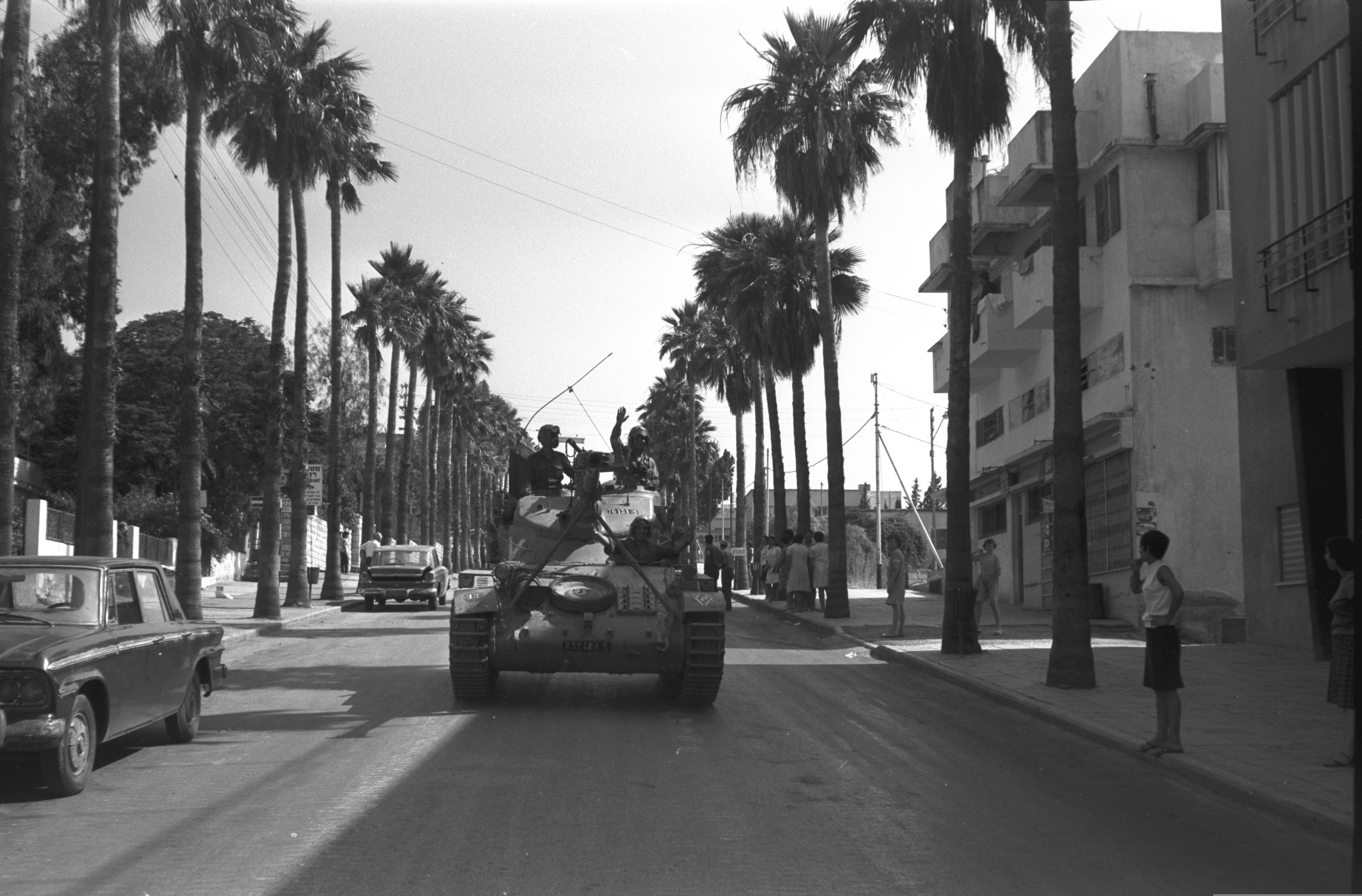
Tanques israelenses AMX-13 passando por Tiberíades a caminho da ação na fronteira com a Síria, junho de 1967.

No Corpo Blindado israelense, nas décadas de 60 e 70, o recruta passava por quatro meses de treinamento básico na Escola de Blindados antes de ser enviado para uma unidade regular, onde realizaria seus três anos de serviço militar obrigatório. Durante o treinamento básico eram definidas as aptidões do recruta, e isto definia sua posição dentro da tripulação do tanque: motorista, municiador ou atirador. À princípio, aqueles com mais coordenação olho-e-mão eram escolhidos como atiradores, pois a pontaria era a prioridade no Corpo Blindado. Após a formação de atirador, o tripulante tornava-se elegível para qualificar-se como comandante de carro. Desta forma, a viatura sempre teria dois artilheiros disponíveis com o objetivo maximizar os benefícios de habilidades múltiplas dentro da tripulação. A FDI mantinha um altíssimo nível de excelência na pontaria dos carros de combate, e as suas tripulações treinavam regularmente engajando alvos a mais de 2.000 metros.

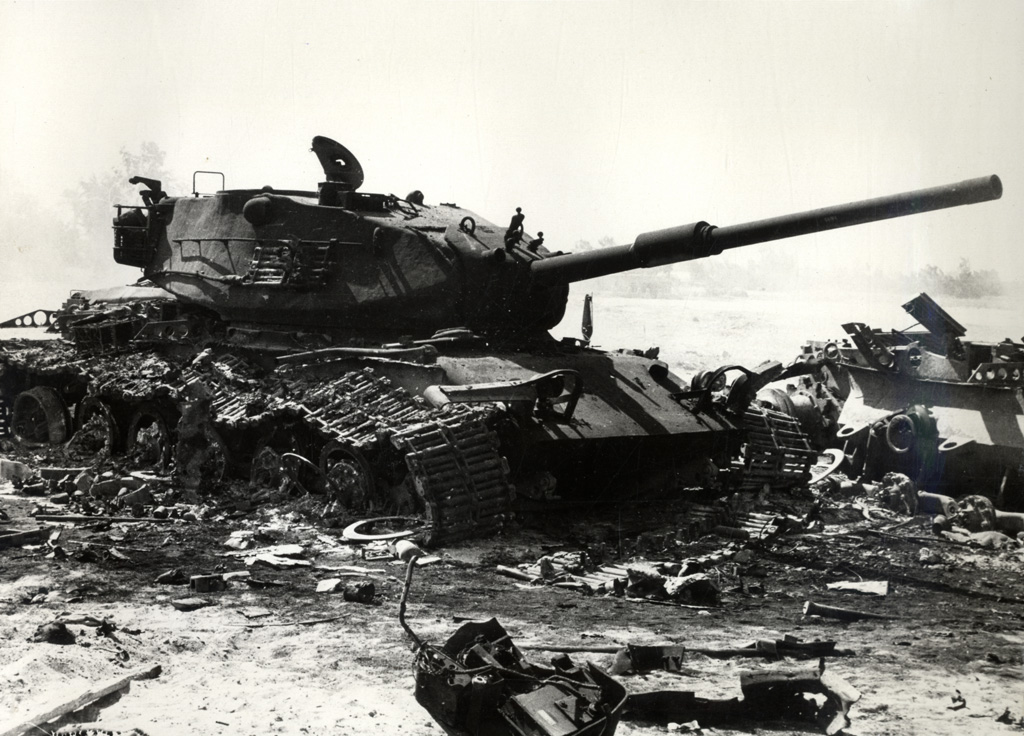
Tanque M60 Patton israelense destruído no contra-ataque inicial no Sinai na Guerra do Yom Kippur, 1973.

Junto com as conquistas dos blindados, como parte das conquistas do Tzahal como um todo, existem os críticos da teoria marcial. Estes afirmam que a teoria de combate do Corpo Blindado na verdade falhou repetidas vezes. Como exemplos de suas reivindicações, citam a Operação Kadesh na qual a 7ª Brigada sofreu dezenas de baixas na derrota de formações de infantaria simples, ou a derrota de Rafah na Guerra dos Seis Dias, que resultou em muitas baixas e só teve sucesso graças à ordem de retirada geral emitida pelo Exército Egípcio em 6 de junho de 1967. Por outro lado, alguns argumentam que os blindados israelenses não apenas não falharam, mas conseguiram derrotar as forças blindadas superiores a ela de várias maneiras.

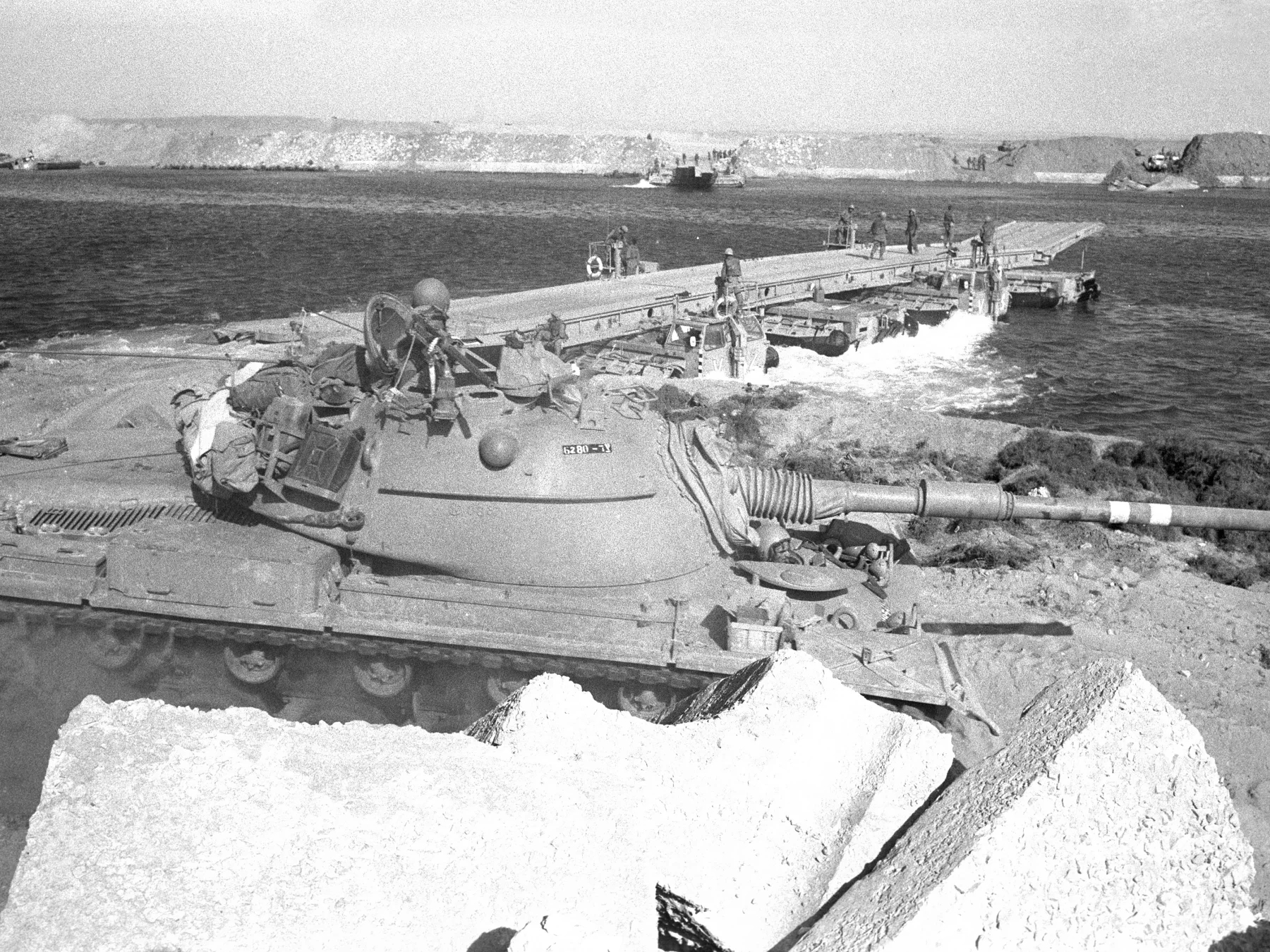
M60 israelense na margem ocidental do Canal de Suez na fase final da Guerra do Yom Kippur, 1973.

A maior falha do Corpo Blindado na Guerra do Yom Kippur foi em lidar com mísseis antitanque, especialmente o AT-3 Sagger (9M14 Malyutka). Embora a existência destes fosse conhecida desde 1968, o Corpo Blindado não desenvolveu uma resposta adequada à ameaça que representavam. Os mísseis, que foram fornecidos aos países árabes pela União Soviética, causaram perdas extremamente pesadas aos blindados israelenses, especialmente na frente sul. Essa ameaça foi remediada com a anexação de infantaria de acompanhamento para proteger os tanques. Ao norte, nas Colinas de Golã, duas brigadas blindadas - a 7ª Brigada e a 188ª Brigada "Barak" - conseguiram deter duas divisões blindadas e três divisões de infantaria do Exército Sírio, alcançando assim um feito extraordinário, em parte graças aos heróicos atos de pequenas forças (como a "Força Zivika") que conseguiram repelir centenas de tanques sírios. Comandantes do exército, como Avigdor Kahalani, foram condecorados pelas batalhas que travaram contra os sírios.
Como lição das batalhas blindadas na Guerra do Yom Kippur, várias medidas foram tomadas: em primeiro lugar, foi desenvolvido o primeiro tanque Merkava, que, ao contrário de outros tanques do mundo, foi projetado para enfatizar a sobrevivência da tripulação do tanque; colocando o motor na frente, permitindo que a tripulação e os médicos entrassem e saíssem por trás, mesmo sob fogo. Outro desenvolvimento foi a proteção reativa que reduziu a ameaça aos tanques provindas de mísseis antitanque com cargas ocas. O Merkava teve o seu batismo de fogo no Líbano, em 1982. Além disso, foram introduzidos dispositivos de visão noturna para uso de tripulações de tanques, com o objetivo de facilitar os combates mesmo à noite e helicópteros de ataque foram adquiridos, tais como os helicópteros Cobra e Defender que foram incorporados posteriormente no combate blindado.

### A criação do Merkava

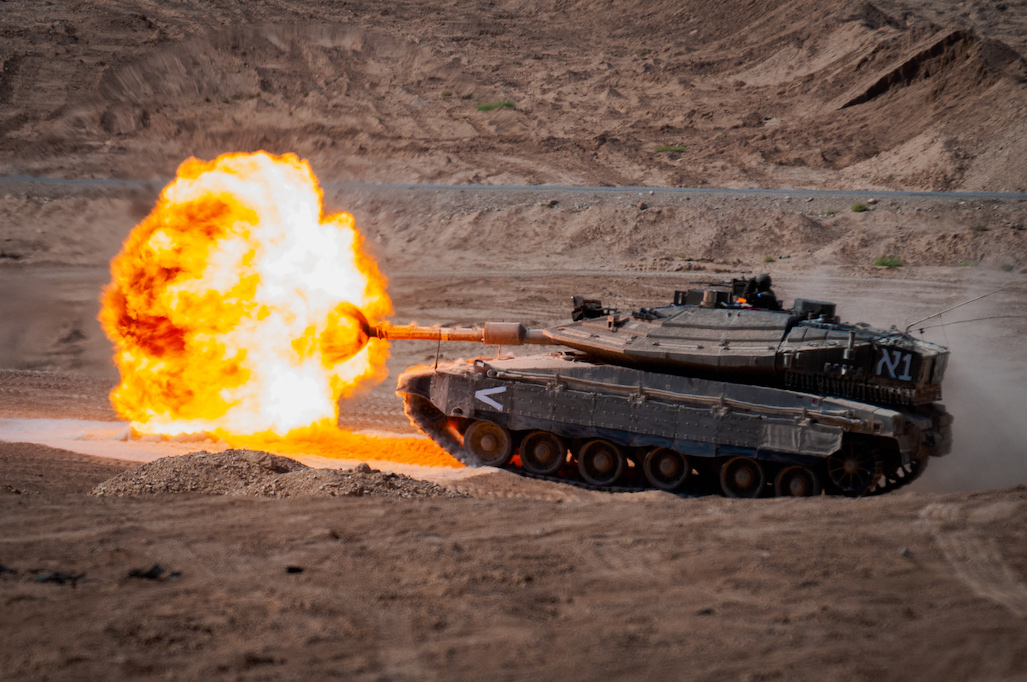
Merkava Mark 4 do Corpo Blindado dispara ocanhão principal de 120mm.

No início de sua jornada, as FDI não compraram tanques de maneira ordenada, mas agruparam tanques obsoletos em formas inviáveis, devido a limitações políticas e à falta de experiência de um exército incipiente. Como resultado, foi criada uma situação problemática de vários modelos de tanques. A grande variedade dificultava a manutenção e o armamento dos tanques e causava problemas no compartilhamento de todas as ferramentas nos sistemas de combate.
Até perto da Operação Kadesh, o único tipo de tanque do Corpo Blindado era o Sherman (chamado de Mark 3 e posteriormente atualizado para o Super Sherman) cuja tripulação era composta por 5 militares (comandante, atirador, operador de rádio, motorista e metralhador). No período imediato antes da Operação Kadesh, chegaram os tanques franceses AMX-13, que eram tanques leves, e, entre outras coisas, ajudaram os paraquedistas na Batalha de Mitla. Esses dois modelos saíram de serviço após a Guerra dos Seis Dias, sendo substituídos pelos tanques americanos M48 Patton e os britânicos Centurion que haviam chegada um pouco antes desse conflito. 

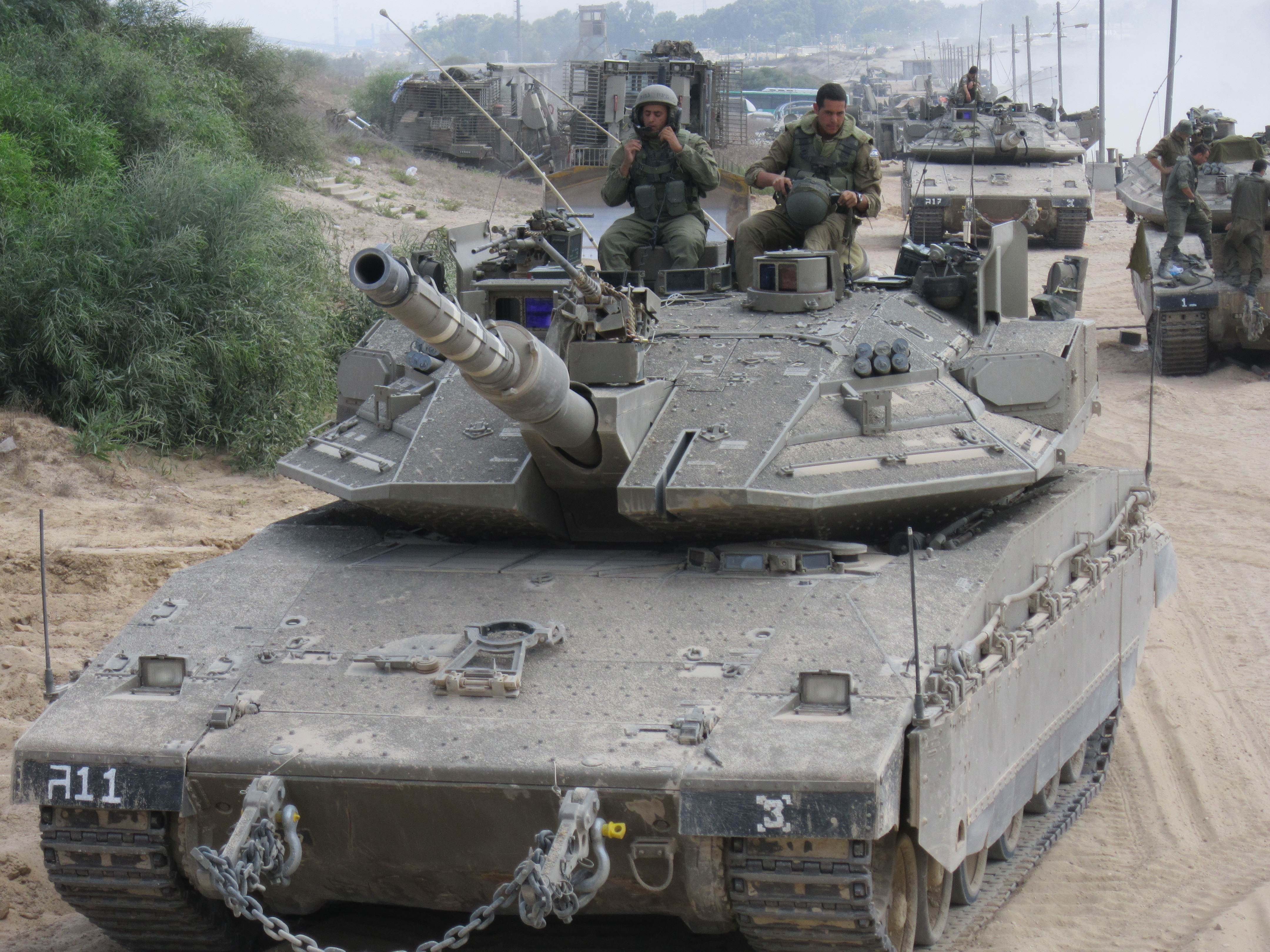
Operação Tzuk Eitan: uma coluna blindada da 401ª Brigada, que inclui tanques Merkava Siman 4M e escavadeiras blindadas D9.

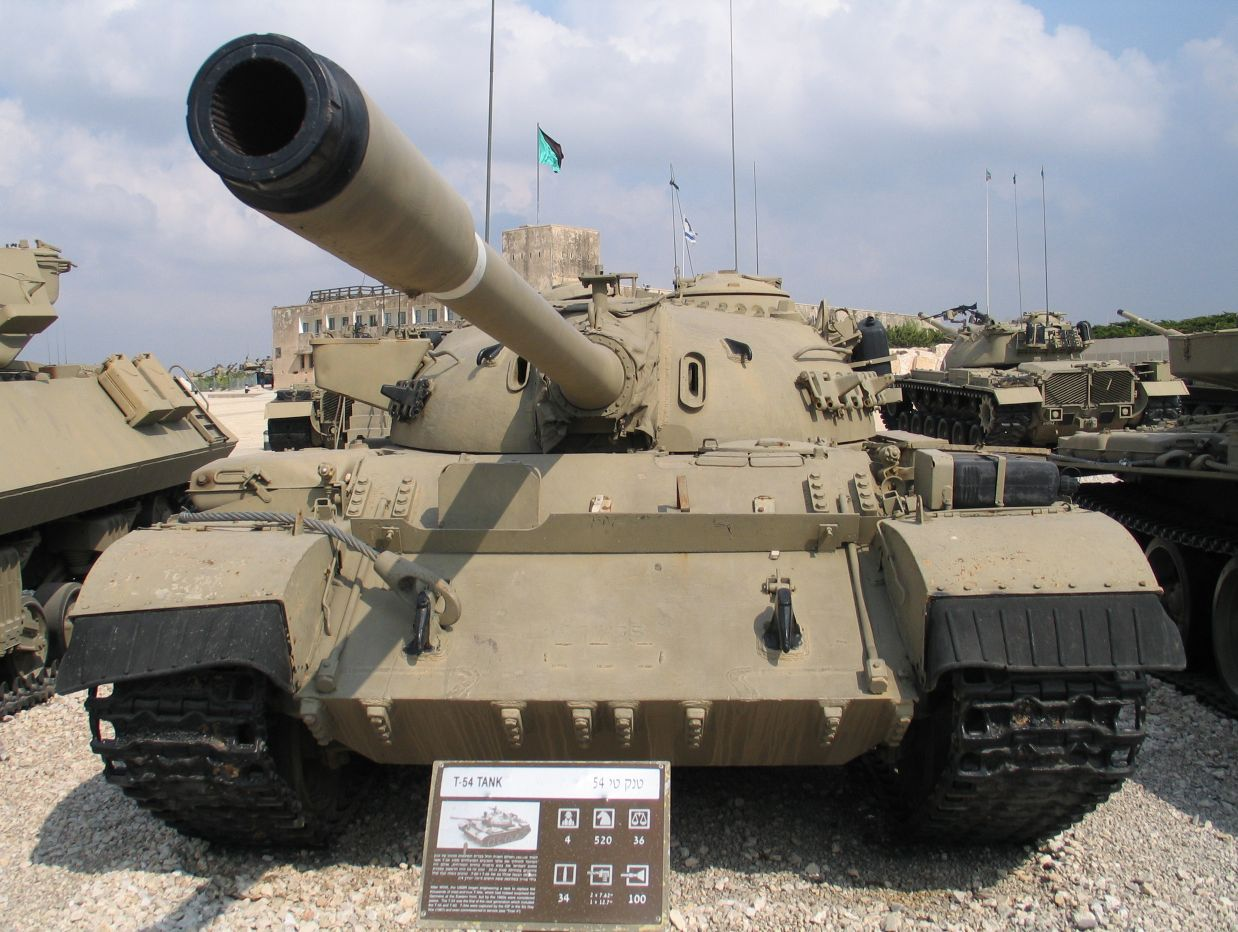
Um Tiran-4, um T-54 capturado na Guerra dos Seis Dias, e hoje exposto no Museu de Blindados de Yad la-Shiryon, em Israel.

Tel Aviv considerou a produção sob licença de cascos AMX-30, enquanto importava as torres da França em 1964. O General Tal, no entanto, favorecia a blindagem em detrimento da mobilidade e tentou produzir o Chieftain britânico sob licença, mas a Grã-Bretanha não concretizou o acordo devido à pressão árabe e, como resultado, decidiu-se por desenvolver um tanque fabricado em Israel. Durante a Guerra de Desgaste, as FDI receberam os tanques Magach, o M60 americano atualizado, que já eram considerados obsoletos em comparação com os exércitos árabes, os quais passaram a ser equipados ao mesmo tempo com tanques T-62. Alguns dos tanques capturados na Guerra dos Seis Dias eram os soviéticos T-54 e T-55 que foram colocados em uso operacional nas FDI e foram chamados de "Tiran-5".
Em 1970, o Ministério da Defesa começou a desenvolver o tanque Merkava e seu primeiro modelo, Merkava Siman 1, entrou em serviço em 1980. O tanque passou por seu batismo de fogo na Guerra do Líbano, durante a qual foram descobertas falhas de engenharia em seu sistema de controle de fogo, mas apesar disso foi considerado um sucesso. Em seguida, decidiu-se continuar o desenvolvimento da série Merkava, que se tornou o tanque de batalha principal das FDI nos anos 2000. Durante a Segunda Intifada, os tanques Magach 6 e 7 operaram ao lado dos tanques Merkava Mark 2 e Mark 3 BZ que foram convertidos para combate em terreno edificado. Nos anos de 2003-2004, os tanques Magach foram retirados do serviço regular e substituídos por tanques Merkava Mark 4 que provaram sua eficácia no combate na Faixa de Gaza. Em 2009, o Corpo Blindado começou a receber tanques Merkava Mark 4M com um sistema de defesa ativo "Blusão" e no final de 2012, todos os tanques 401ª Brigada Blindada foram convertidos em tanques Merkava Mark 4M. Em 2014, também começou a conversão da 7ª Brigada Blindada dos Merkava Mark 2 para tanques Merkava Mark 4M, e isso foi concluído em 2016.

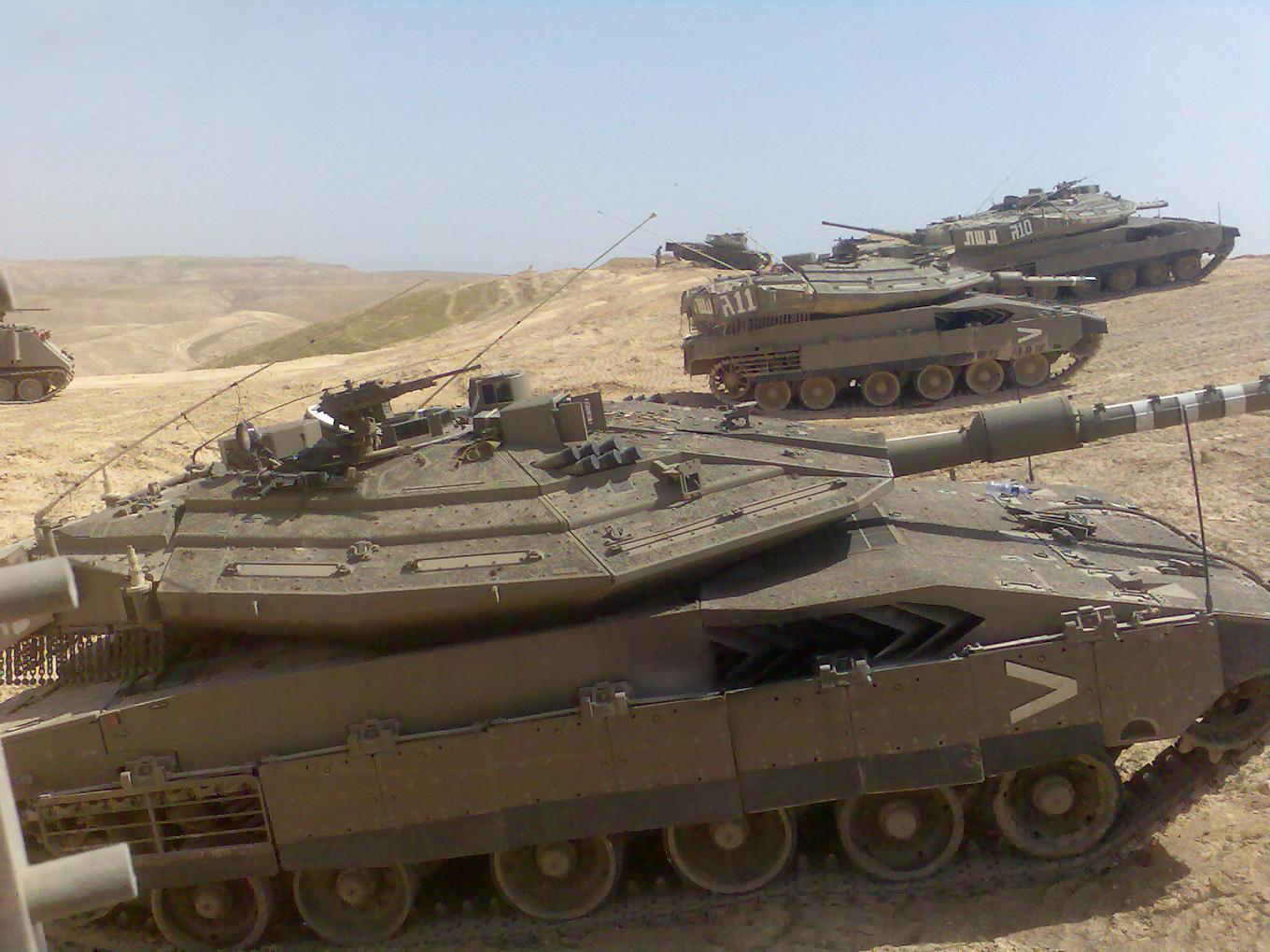
Tanques Merkava Mark 4 do Corpo Blindado.

As forças blindadas também participaram da Segunda Guerra do Líbano. Antes da guerra, o Hezbollah estava equipado com mísseis antitanque avançados, como o Metis-M e o Kornet, que causaram danos aos tanques Merkava israelenses. Das lições aprendidas no pós-guerra, verifica-se que a não utilização de detectores de fumaça e a forma de operar das forças blindadas, que não estava de acordo com a doutrina de combate do corpo, estiveram entre as causas dos danos aos tanques. Alega-se também que, devido a limitações orçamentárias, o treinamento foi reduzido e, portanto, a competência dos combatentes antes da guerra foi comprometida. No entanto, dos 51 mísseis antitanque que atingiram tanques, apenas 24 penetraram no compartimento de combate - a menor porcentagem em todas as guerras de Israel.

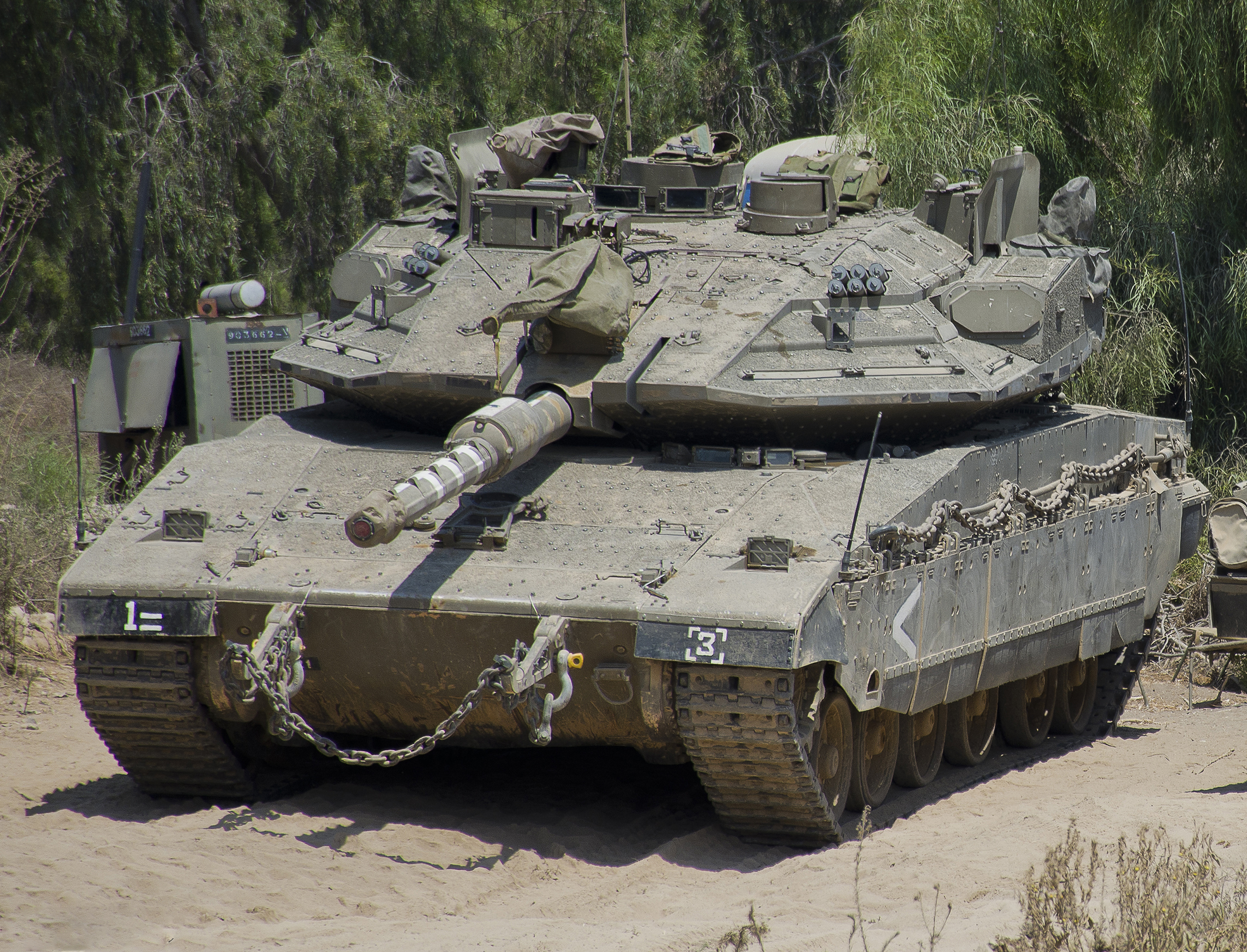
Tanque Merkava Mark 4M com sistema de proteção ativa para tanques "Blusão" - este é o tanque mais avançado a serviço das FDI.

O Corpo Blindado também participou da Operação Chumbo Fundido e da Operação Margem Protetora, nas quais sofreu apenas algumas baixas em comparação com muitos terroristas mortos pelos tanques. Os tanques Merkava Mark 4M com um sistema de defesa ativo "Blusão" participaram pela primeira vez da Operação Tzuk Eitan. O sistema teve muito sucesso quando interceptou todas as ameaças - foguetes antitanque (incluindo foguetes RPG-7 padrão) e mísseis antitanque (incluindo o avançado míssil russo Kornet) - que foram disparados contra os tanques. O sistema de comando e controle digital ZD e os projéteis Anvil e Hatzav permitiram a destruição eficiente de alvos inimigos e a morte de centenas de terroristas pelos tanques. Graças a essas tecnologias, os blindados se tornaram uma das principais forças em manobras terrestres, quando usados em equipes de brigada de combate em combinação com forças de engenharia de combate e infantaria.
Hoje, o Corpo Blindado opera tanques de batalha com base unicamente na série Merkava: quatro divisões regulares do Merkava Mark 4M (o tanque mais avançado do corpo e um dos mais avançados do mundo), as brigadas de reserva operam o Merkava Mark 3 BZ (uma atualização do Merkava Mark 3) e Merkava Mark 4. Os tanques estão armados com um canhão principal de 120mm que dispara uma variedade de projéteis, incluindo o Flecha H-Sh, carga oca, bigorna de 120mm (multiuso) e pedra de 120mm (contra edifícios e infantaria fortificada). Além disso, os tanques estão armados com metralhadoras MAG de 7,62mm, metralhadoras pesadas M2 Browning .50 BMG e morteiros 60mm shen. As companhias de patrulha (Blindados Pelsar) e as companhias de apoio (Palmas, Apoio Blindado) operam armas adicionais, incluindo fuzis M16 e M4A1, metralhadoras Negev e MAG, veículos HMMWV, viaturas blindadas de transporte e morteiros, incluindo um morteiro de proa de 120mm.

## Brigadas do Corpo Blindado
| Brigadas do Corpo Blindado | Brigadas do Corpo Blindado                | Brigadas do Corpo Blindado | Brigadas do Corpo Blindado     | Brigadas do Corpo Blindado | Brigadas do Corpo Blindado                                                        | Brigadas do Corpo Blindado                                                                                    |
| Insígnia                   | Nome                                      | Numeração                  | Unidade mãe                    | Comando                    | Regimentos                                                                        | Observações                                                                                                   |
| -------------------------- | ----------------------------------------- | -------------------------- | ------------------------------ | -------------------------- | --------------------------------------------------------------------------------- | --- |
| Brigadas regulares         |                                           |                            |                                |                            |                                                                                   | |
|                            | 7ª Brigada Blindada                       | 7                          | 36ª Divisão Blindada "Fúria"   | Comando Norte              | 75 (Hanit), 77 (Oz), 82 (Gesh), 603 (Lehav) (Gadachan), 7 (Pelsar)                | A brigada está equipada com tanques Merkava Mark 4M.                                                          |
|                            | 188ª Brigada Blindada "Barak"             | 188                        | 36ª Divisão Blindada "Fúria"   | Comando Norte              | 53 (Sofa), 71 (Rashef), 74 (Sa'ar), 605 (Hamchat) (Gadahan)                       | A brigada está equipada com tanques Merkava Mark 4M.                                                          |
|                            | 401ª Brigada Blindada "Lagartas de Ferro" | 401                        | 162ª Divisão "Formação de Aço" | Comando Sul                | 9 (עשת), 46 (שלח), 52 (הבוקעים), 601 (אסף) (גדחה"ן), פלס"ר 401)                   | A brigada está equipada com tanques Merkava Mark 4M.                                                          |
|                            | 460ª Brigada "Filhos da Luz"              | 460                        | 80ª Divisão Territorial "Edom" | Comando Sul                | 195 (אדם), 196 (שחק), 198 (עזוז), 330, 532 (שלח), 614 (היובל) (גדחה"ן), פלס"ר 460 | A brigada está equipada com tanques Merkava modelo 4A e 4B. A brigada também constitui a escola de blindados. |
| Brigadas de reserva        |                                           |                            |                                |                            |                                                                                   | |
|                            | Brigada Kiryati                           | 4                          | 146ª Divisão "Bang"            | Comando Norte              | 7016, 7421, 9218, 7071 (Gadã)                                                     | A brigada está equipada com tanques Merkava Mark 4.                                                           |
|                            | 8ª Brigada Blindada                       | 8                          | 91ª Divisão                    | Comando Norte              | 89, 121, 129, 8173 (Gadã)                                                         | A brigada está equipada com tanques Merkava Mark 3 BZ.                                                        |
|                            | 10ª Brigada Harel                         | 10                         | 252ª Divisão Sinai             | Comando Sul                | 360, 363, 429                                                                     | A brigada está equipada com tanques Merkava Mark 3 BZ.                                                        |
|                            | 14ª Brigada "Bisão"                       | 14                         | 252ª Divisão Sinai             | Comando Sul                | 79, 87, 184                                                                       | A brigada está equipada com tanques Merkava Mark 3.                                                           |
|                            | 179ª Brigada "Aríete"                     | 179                        | 99ª Divisão "Bezeq"            | Matriz de Manobra          |                                                                                   | A brigada está equipada com tanques Merkava Mark 3 BZ.                                                        |
|                            | Divisão Punho de Ferro                    | 205                        | 146ª Divisão "Bang"            | Comando Norte              | 9206, 9212, 9215, 7086 (Gadã)                                                     | A brigada está equipada com tanques Merkava Mark 3 BZ.                                                        |
|                            | 434ª Brigada Yeftah                       | 434                        | 210ª Divisão "Basã"            | Comando Norte              | 8108, 8112, 9232                                                                  | A brigada está equipada com tanques Merkava Mark 3 BZ.                                                        |

### Brigadas dissolvidas
Ao longo dos anos do corpo, muitas brigadas blindadas foram dissolvidas, quando por vezes não integradas em brigadas existentes.
| Brigadas históricas que foram dissolvidas | Brigadas históricas que foram dissolvidas | Brigadas históricas que foram dissolvidas | Brigadas históricas que foram dissolvidas |
| Insígnia                                  | Nome                                      | Numeração                                 | Observações |
| ----------------------------------------- | ----------------------------------------- | ----------------------------------------- | --- |
|                                           | Brigada Yiftach                           | 11                                        | A brigada foi restabelecida como uma brigada comando de reserva sob o projeto Bezeq. A insígnia possui o emblema do Palmach.                                  |
|                                           | 27ª Brigada "Punho e Lança"               | 27                                        | Primeira brigada de reserva das FDI. Anteriormente 264ª Brigada, 60ª Brigada, 204ª Brigada.                                                                   |
|                                           | 130ª Brigada "Formação Relâmpago"         | 130                                       | Anteriormente 767ª Brigada "Eshat", 645ª Brigada, 277ª Brigada, 520ª Brigada, 217ª Brigada.                                                                   |
|                                           | 189ª Brigada "Estrela de Fogo"            | 189                                       | |
|                                           | 211ª Brigada "Guardas de Jerusalém"       | 211                                       | Uma brigada blindada semi-regular, criada em 1975 e dissolvida no início de 1992.                                                                             |
|                                           | 217ª Brigada "Cavalo Galopante"           | 217                                       | Anteriormente 520ª Brigada e 645ª Brigada 645. |
|                                           | 263ª Brigada "Biga de Fogo"               | 263                                       | |
|                                           | 265ª Brigada                              | 265                                       | A brigada foi estabelecida imediatamente após a Guerra do Yom Kippur como uma brigada de reserva operando tanques Tiran.                                      |
|                                           | 274ª Brigada "Modelo de Jerusalém"        | 274                                       | Anteriormente 691ª Brigada, operava tanques Tiran. |
|                                           | 278ª Brigada "Chifre de Aríete"           | 278                                       | Fundiu-se com a 14ª Brigada em 2014. |
|                                           | 320ª Brigada                              | 320                                       | Equipada com tanques Tiran. |
|                                           | 330ª Brigada "Oranim"                     | 330                                       | |
|                                           | 395ª Brigada "Estilingue"                 | 395                                       | Anteriormente 734ª Brigada e 213ª Brigada. |
|                                           | 399ª Brigada "Corça"                      | 399                                       | |
|                                           | 421ª Brigada "Brigada de Sucesso"         | 421                                       | A brigada lutou como parte da 143ª Divisão ("Divisão Sharon") na Guerra do Yom Kippur e foi a primeira divisão blindada a cruzar com sucesso o Canal de Suez. |
|                                           | 454ª Brigada                              | 454                                       | Serviu de escola para armeiros da 5ª Brigada. Depois de ser transferida para o Negev, foi incorporado à 460ª Brigada.                                         |
|                                           | 500ª Brigada "Utzbat Kfir"                | 500                                       | Brigada semi-regular nas instalações de Tzalim, então chamada de "Instalação 500", daí o nome da brigada.                                                     |
|                                           | 550ª Brigada "Etzion Gebr"                | 550                                       | |
|                                           | 600ª Brigada "Caminhos de Fogo"           | 600                                       | Anteriormente 177ª Brigada e 519ª Brigada. |
|                                           | 640ª Divisão "Flecha"                     | 640                                       | |
|                                           | 656ª Brigada "Ozbet Bnei Rashef"          | 656                                       | |
|                                           | 670ª Divisão "Merkavot"                   | 670                                       | Anteriormente 670ª Brigada e 459ª Brigada. Foi a última brigada das FDI equipada com Centurions Sho't.                                                        |
|                                           | 767ª Brigada                              | 767                                       | Anteriormente 130ª Brigada |
|                                           | 820ª Brigada "Ozvet Lavi"                 | 820                                       | |
|                                           | 847ª Brigada "Bigas de Aço"               | 847                                       | |
|                                           | 889ª Brigada "Poderosa"                   | 889                                       | |
|                                           | 896ª Brigada "Estrela de Fogo"            | 896                                       | Anteriormente 280ª Brigada. Fundiu-se com a 14ª Brigada em 2004.                                                                                              |
|                                           | 943ª Brigada "Aurora"                     | 943                                       | A brigada foi criada em 1978 e consistia em três batalhões de tanques M48 Patton - 346º, 572º e 573º.                                                         |

### Insígnias das divisões dissolvidas:

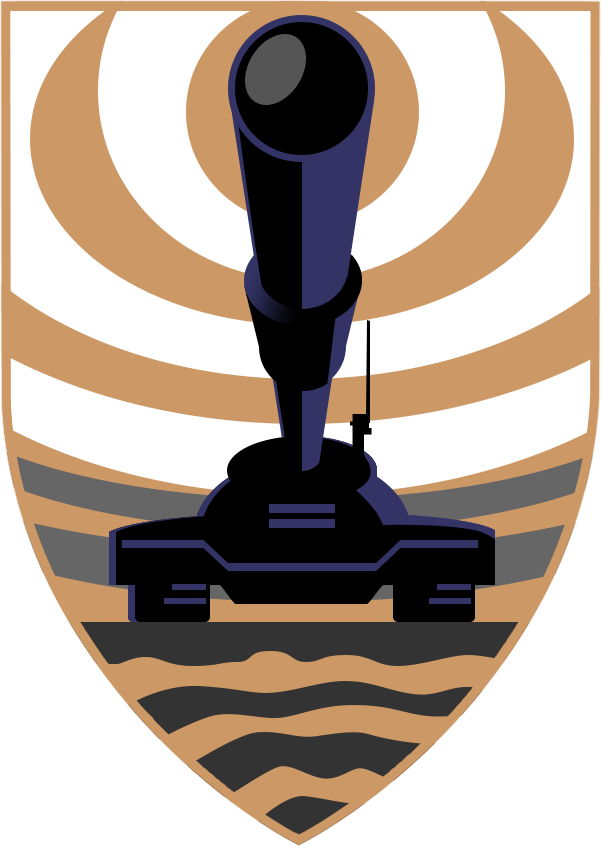
440ª Divisão.
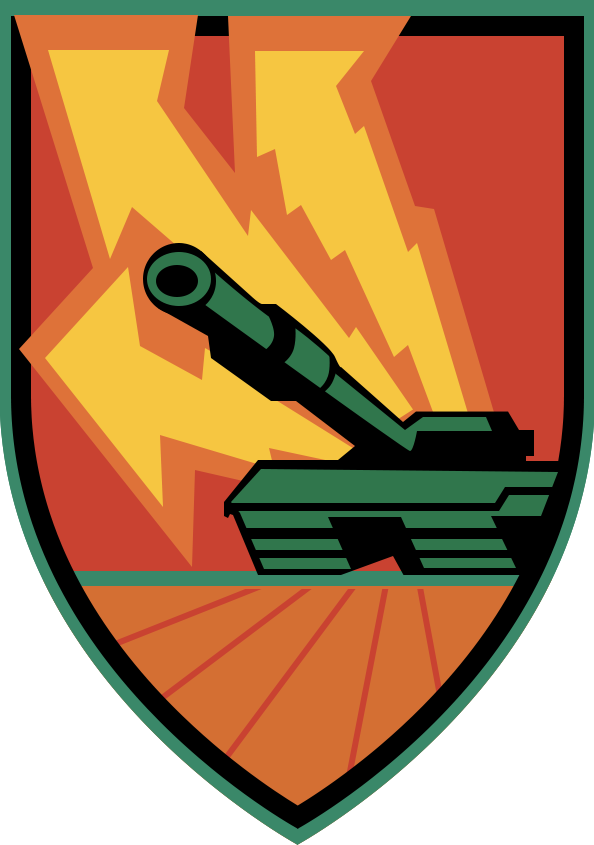
220ª Divisão "Chamas de Fogo".
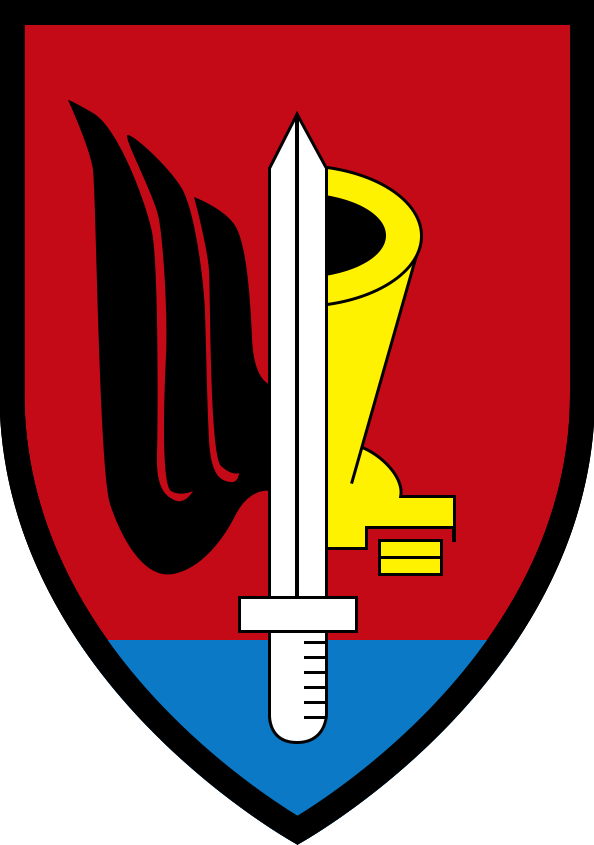
Divisão Etgar.
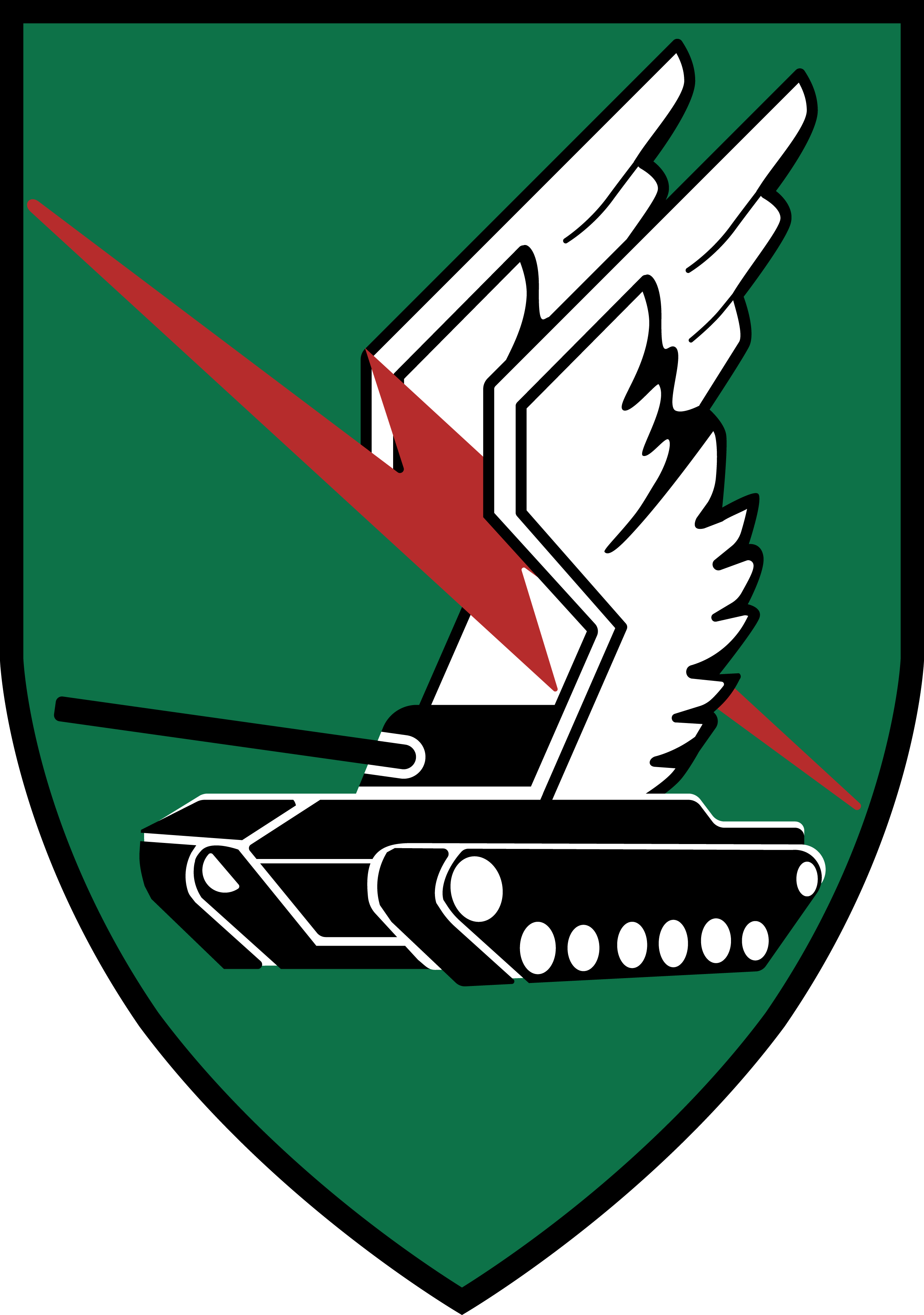
Divisão Lahav.
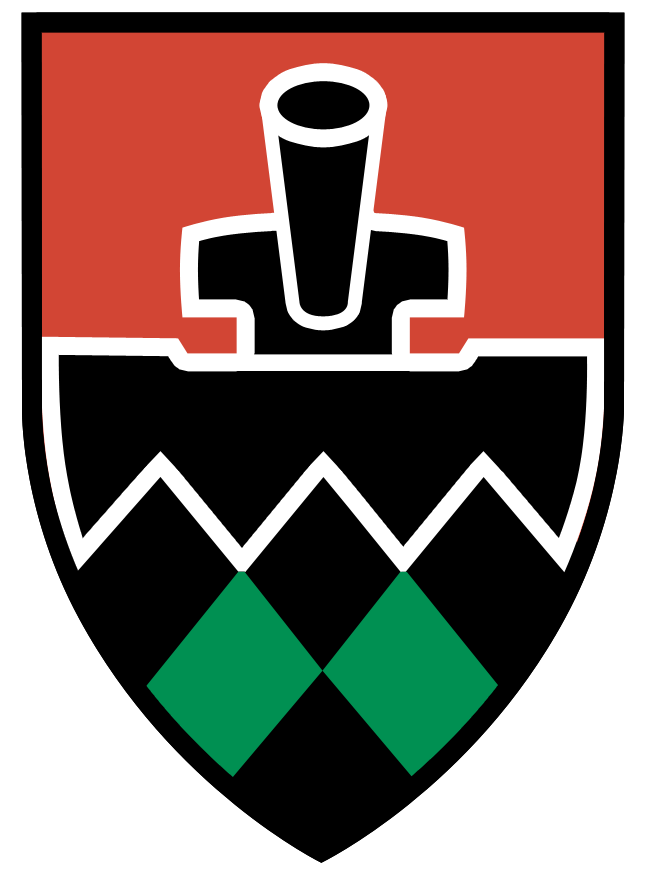
366ª Divisão "Projeta o caminho do fogo".
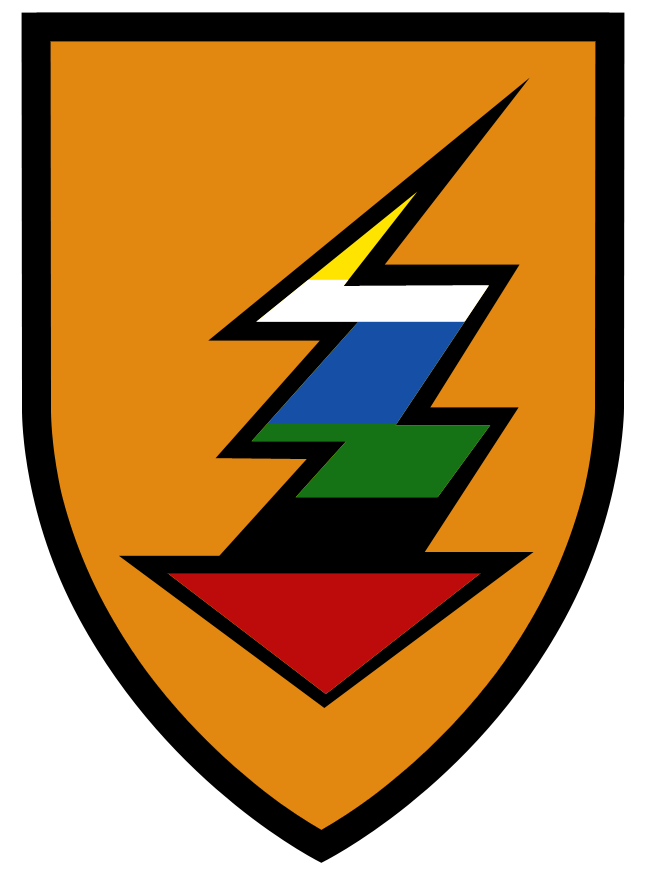
143ª Divisão "Pilar de Fogo".

## Comandantes do Corpo
| Nome                                   | Período                                        | Observações |
| -------------------------------------- | ---------------------------------------------- | --- |
| General Yitzhak Sadeh                  | Fevereiro de 1948 a maio de 1948               | Chefe do Serviço Blindado. |
| Tenente-Coronel Shaul Yaffe            | 13 de fevereiro de 1950 - julho de 1950        | |
| Major-General Moshe Mundak Bar-Tikva   | 10 de agosto de 1951 a 22 de dezembro de 1953  | |
| Tenente-Coronel Yitzhak Fondak         | 22 de dezembro de 1953 - 24 de julho de 1956   | Comandante da 1ª Brigada Blindada. |
| General Haim Laskov                    | 24 de julho de 1956 a 9 de novembro de 1956    | Mais tarde, o 5º Chefe do Estado-Maior. |
| General Meir Zora                      | 9 de novembro de 1956 a 23 de dezembro de 1956 | |
| Tenente-Coronel Uri Ben Ari            | 23 de dezembro de 1956 a 21 de julho de 1957   | |
| General Haim Bar-Lev                   | 21 de julho de 1957 a 25 de junho de 1961      | Mais tarde, o 8º Chefe do Estado-Maior e Ministro da Polícia.                                                                                |
| General David Elazar                   | 25 de junho de 1961 a 2 de novembro de 1964    | Mais tarde, o 9º Chefe do Estado-Maior. |
| General Israel Tal                     | 2 de novembro de 1964 a março de 1969          | Pai do projeto do tanque Merkava. |
| Tenente-Coronel Menachem Maron "Mandy" | Junho de 1967                                  | O oficial comandante de blindados em reconvocação de emergência durante a Guerra dos Seis Dias. Mais tarde adido militar nos Estados Unidos. |
| General Avraham Aden                   | Março de 1969 a janeiro de 1974                | Comandante das forças blindadas. |
| General-de-Brigada Mordechai Tzfori    | Outubro-novembro de 1973                       | O oficial comandante de blindados em reconvocação de emergência durante a Guerra do Yom Kippur.                                              |
| General Moshe Peled                    | Janeiro de 1974 a janeiro de 1979              | Mais tarde CEO da Raphael e presidente da Yad Lesharion.                                                                                     |
| Major Amnon Reshef                     | Janeiro de 1979 a fevereiro de 1982            | |
| General Moshe Bar Kochba               | Fevereiro de 1982 a agosto de 1983             | Agraciado com a Medalha de Coragem. |
| General-de-Brigada Ami Moreg           | Outubro de 1981 a junho de 1982                | Agraciado com a Medalha de Serviço Distinto,                                                                                                 |
| Major-General Amós Katz                | Agosto de 1983 a julho de 1986                 | Agraciado com a Medalha de Serviço Distinto.                                                                                                 |
| Tenente-Coronel Yossi Ben-Hanan        | Julho de 1986 a junho de 1990                  | Mais tarde general, detentor da Medalha de Coragem.                                                                                          |
| Tenente-Coronel Yitzhak Rabin          | Junho de 1990 a junho de 1993                  | Futuro primeiro-ministro. |
| Tenente-Coronel Amy Planet             | Julho de 1993 a julho de 1995                  | Agraciado com a Medalha de Coragem. |
| General-de-Brigada Dubik Tal           | Julho de 1995 a setembro de 1997               | |
| General-de-Brigada Meir Gahtan         | Setembro de 1997 a maio de 2000                | |
| Tenente-Coronel Ehud Shani             | Maio de 2000 a julho de 2001                   | Mais tarde, o chefe do departamento de TIC.                                                                                                  |
| Tenente-Coronel Avigdor Klein          | Agosto de 2001 a janeiro de 2004               | |
| Tenente-Coronel Sammy Turgeman         | Janeiro de 2004 a setembro de 2005             | Mais tarde comandante do ramo terrestre. |
| Tenente-Coronel Shalutse Rodoi         | Setembro de 2005 a julho de 2008               | |
| General-de-Brigada Agai Yehezkel       | Julho de 2008 a abril de 2010                  | |
| Tenente-Coronel Yigal Slovik           | Abril de 2010 a julho de 2012                  | |
| General-de-Brigada Ofer Zafarir        | Julho de 2012 a julho de 2013                  | |
| Tenente-Coronel Shmuel Olansky         | Julho de 2013 a junho de 2016                  | |
| Tenente-Coronel Guy Hasson             | יוני 2016–אוקטובר 2019                         | |
| Tenente-Coronel Ohad Najama            | Outubro de 2019 a 4 de agosto de 2022          | |
| Tenente-Coronel Hisham Ibrahim         | 4 de agosto de 2022–presente                   | |

Nos anos 1954-1983, o comandante do Corpo Blindado também foi um comandante de comando designado responsável pelas formações blindadas nas FDI, as unidades do Corpo Blindado e unidades de outras forças que eram partes orgânicas das formações blindadas, os meios de combate, a organização do pessoal do exército e seu treinamento. Com a criação do Quartel-General das Forças de Campanha (Comando das Forças de Campanha) em 1983, as funções foram separadas.
Durante a Guerra dos Seis Dias, a Guerra do Yom Kippur e a Primeira Guerra do Líbano, foram feitas nomeações de emergência para o cargo de oficial chefe de blindados, e os comandantes das divisões de blindados se concentraram em seu papel principal.

## Museu do Corpo Blindado

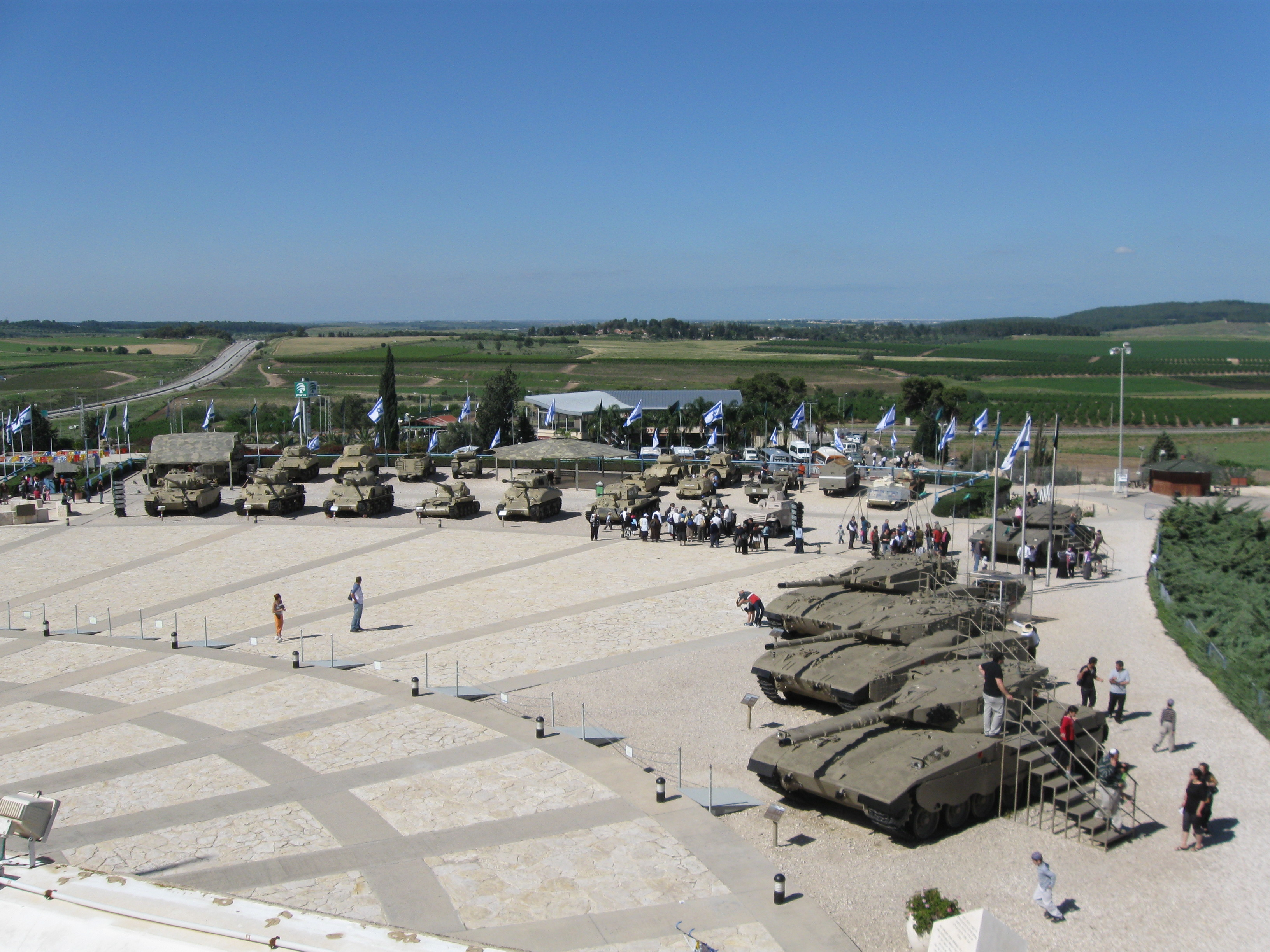
Tanques do acervo em Yad La-Shiryon.

O Corpo Blindado possui o Museu de Yad La-Shiryon, oficialmente Memorial e Museu do Corpo Blindado em Latrun, que é o memorial oficial de Israel para os soldados do Corpo Blindado que morreram em combate, além de conter um dos mais diversos acervos de tanques do mundo. O museu é alojado num forte Tegart da era do Mandato Britânico, o qual foi usado pela Legião Árabe na Batalha de Latrun de 1948 a 1949. O forte é adornado com bandeiras azul e branca de Israel e verde e preto do Corpo Blindado. Possui um mural com os nomes dos soldados caídos nas guerras do Estado de Israel, uma sinagoga, áreas para eventos e cerimônias, um museu histórico da guerra de cavalaria que vai até as bigas da Era do Bronze e um memorial aos Aliados na Segunda Guerra Mundial, com os tanques principais dos três aliados principais: um M4 Sherman americano, um T-34 soviético e um Cromwell britânico.
Na entrada há um tanque M4 Sherman em uma torre, içado por ordem do general blindado Moshe Peled e que serve como logotipo do museu. A escolha do Sherman se deve por seus anos de serviço como o cavalo de batalha do Corpo Blindado israelense. A sua atração principal é o acervo de blindados diversos a céu aberto. Estes são veículos da Segunda Guerra Mundial usados pelo Haganá na Guerra de Independência, como o Renault R35 e o Crowmell, compras posteriores e blindados árabes capturados em combate.

## Mulheres

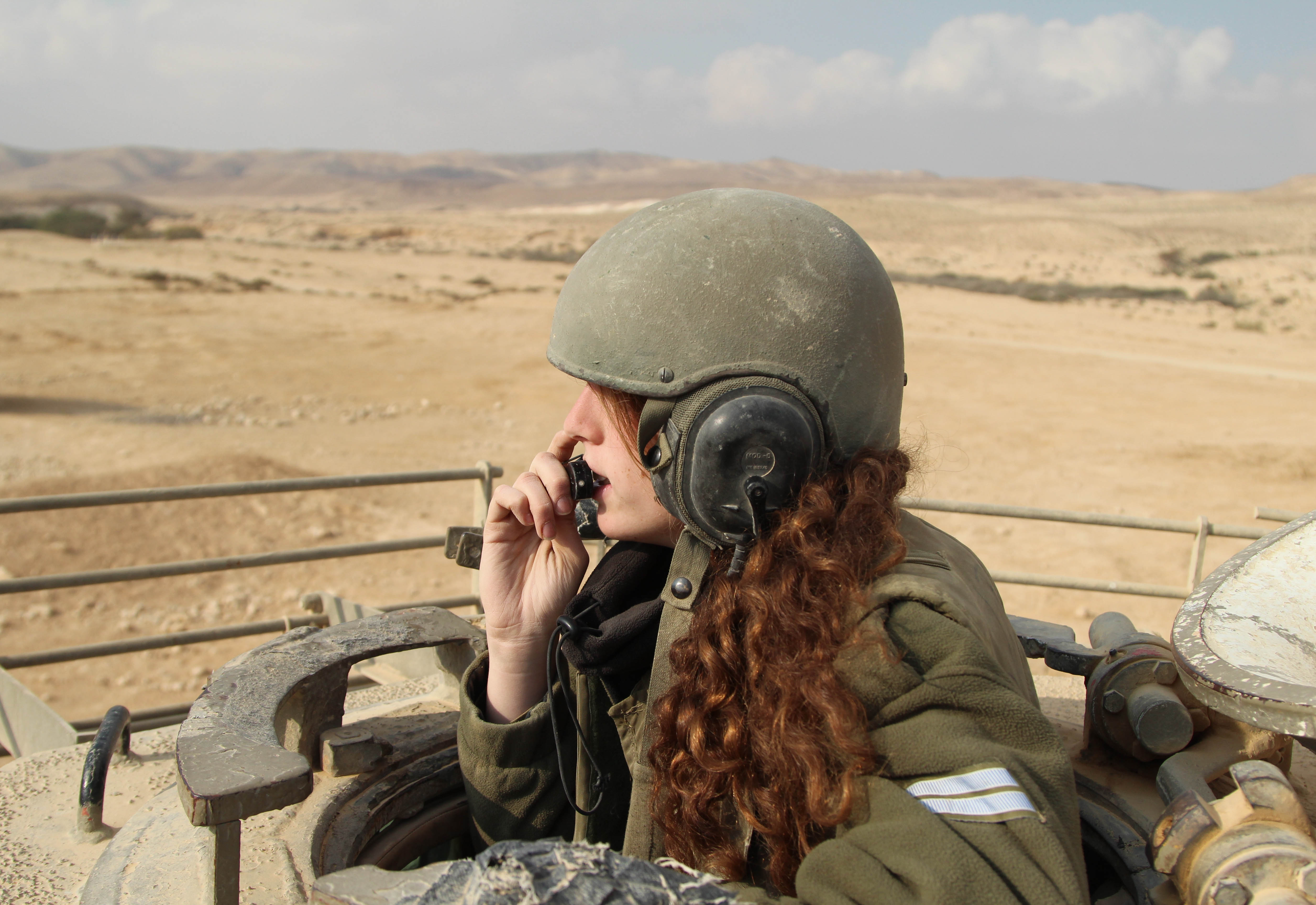
Instrutoras de tanques da Escola de Profissões de Infantaria, 2013.

Apesar do mito fundador de Israel mostrar mulheres lutando ao lado dos homens, os números foram poucos e a maior parte das mulheres serviu em unidade de apoio. Após a Guerra de Independência, as mulheres foram proibidas de servirem em funções de combate, servindo principalmente como secretárias, pessoal de saúde, professoras e instrutoras militares. Apesar de serem instrutoras e operarem veículos blindados e armamentos, elas não poderiam fazer parte de unidades blindadas de combate; servindo na unidade de treinamento de Shiryon, na Base de Treinamento do Corpo de Blindados de Shizafon.
Em 2017, o exército iniciou um plano piloto com uma tropa de tanques experimental de mulheres. As 15 voluntárias passaram por quatro meses treinamento, onde duas desistiram, com as outras 13 sendo as primeiras mulheres a receberem o broche de guerreiro blindado. No discurso de formatura, o Coronel Moran Omer, então comandante da divisão de treinamento do Corpo Blindado, disse "a pessoa no tanque - ela vencerá"; com o pronome feminino parafraseando o lema do General Israel Tal. Ao treinamento seguiu-se um desdobramento-teste de 4 meses no deserto do Negev para avaliar as equipes.
Esse desdobramento foi considerado um sucesso em junho de 2018. A avaliação visava testar se mulheres poderiam operar nas quatro funções de um carro de combate em operações de segurança interna de rotina. As 13 candidatas foram enviadas para a base Shizafon do Corpo Blindado no deserto de Negev, onde realizaram seis semanas de treinamento profissional, aprendendo a operar o tanque modelo Merkava Mark 3, seguido de 14 semanas de treinamento avançado. A avaliação não foi tão rigorosa quanto para os homens e seu treinamento não incluiu exercícios de guerra total. Nessa etapa, mais três candidatas desistiram. Ao longo do treinamento, elas foram acompanhadas por nutricionistas, médicos e instrutores de ginástica para saber se aguentavam os desafios da função. O exército também forneceu rotineiramente a elas e a seus comandantes questionários para determinar seus níveis de motivação.
As recrutas femininas não foram formalmente integradas nas brigadas de combate do Corpo Blindado - como as 188ª, 7ª e 401ª Brigadas Blindadas - mas, em vez disso, serviram sob o Batalhão Caracal, de gênero misto. Numa mudança significativa em relação ao resto das forças armadas, o comandante da companhia de tanques responde diretamente ao chefe do Batalhão Caracal. Em outras partes das FDI, embora as unidades do Corpo Blindado e as unidades do Corpo de Infantaria frequentemente sirvam juntas, elas são mantidas separadas, com estruturas hierárquicas distintas. Quatro das soldados foram então escolhidas para participarem do curso de comandantes de tanques do Corpo Blindado, um extenuante programa de treinamento que ensina aos soldados as estratégias mais amplas de uso de veículos blindados na guerra. Durante esse curso também, algumas pequenas mudanças foram feitas para levar em conta os diferentes tipos de missões que os comandantes de tanques femininos receberiam em comparação com os homens. As outras seis mulheres operadoras de tanques foram enviadas com o restante do Batalhão Caracal para um desdobramento na Cisjordânia. Além das questões físicas, existem barreiras culturais. Vários soldados religiosos do Corpo Blindado, da 188ª Brigada, se recusaram a participar do curso de treinamento de comandantes porque, pela primeira vez, soldados do sexo feminino também participariam porque ofenderia suas sensibilidades religiosas.
O programa piloto de 2017-2018 para tripulações blindadas exclusivamente femininas foi oficialmente considerado um sucesso, mas foi visto pelas forças armadas como profundamente falho, não levando em conta todos os aspectos envolvidos na operação de um tanque. Decidindo que o teste inicial foi inconclusivo, o Tzahal interrompeu a integração de unidades blindadas mas concordou em reiniciá-la no início de 2020, após várias petições ao Supremo Tribunal de Justiça, as quais foram rejeitadas. O novo programa piloto estabelecerá requisitos de peso e altura mais altos para mulheres que desejam servir no Corpo de Blindados, com previsão de ser executado até 2022. As críticas se concentram na inferioridade física das recrutas em estrutura corporal e fisiologia, principalmente em velocidade e força aeróbica e física. As recrutas se machucaram com muito mais frequência, sofrendo fraturas por estresse, anemia, infecção do trato urinário, dores nas costas (especialmente na lombar). A solução indicada pelos testes foi baixar cargas e exigências, e dar prioridade às mulheres para consultas com especialistas ortopédicos e ginecologistas. O programa recebeu críticas também de mulheres, com veteranas advogando que os membros da tripulação de um tanque devem ser escolhidos com base nas suas capacidades e não no gênero.
Em abril de 2023, o exército israelense suspendeu a integração de mulheres nos corpos de infantaria e blindados. A força pediu ao superior tribunal que rejeitasse uma petição de mulheres prestes a serem convocadas que desejavam servir na infantaria e nos blindados e, em vez disso, permitir que o exército continue integrando as mulheres segundo seu próprio cronograma. O caso começou em 2020, quando mulheres prestes a serem convocadas pediram ao tribunal que ordenasse ao exército que as deixasse servir em todas as unidades, incluindo unidades de combate de elite. Em resposta enviada em junho de 2022, o Exército disse que não queria mulheres em unidades de combate de elite, salvo duas exceções que constituiriam um projeto piloto: a Unidade 669 e o esquadrão antibomba. O corpo médico também estabeleceu altos padrões físicos para mulheres que buscam ingressar em unidades de elite, devido às diferenças físicas entre os sexos. Em geral, os homens têm mais massa muscular, ossos mais densos, passadas mais longas e maiores capacidades aeróbicas, e as mulheres são mais propensas a lesões por carregar pesos pesados. Consequentemente, disse o exército, as mulheres só serão aceitas na Unidade 669 se pesarem pelo menos 78 quilos e tiverem pelo menos 1,66 metros de altura.